# Llista de papes de Roma

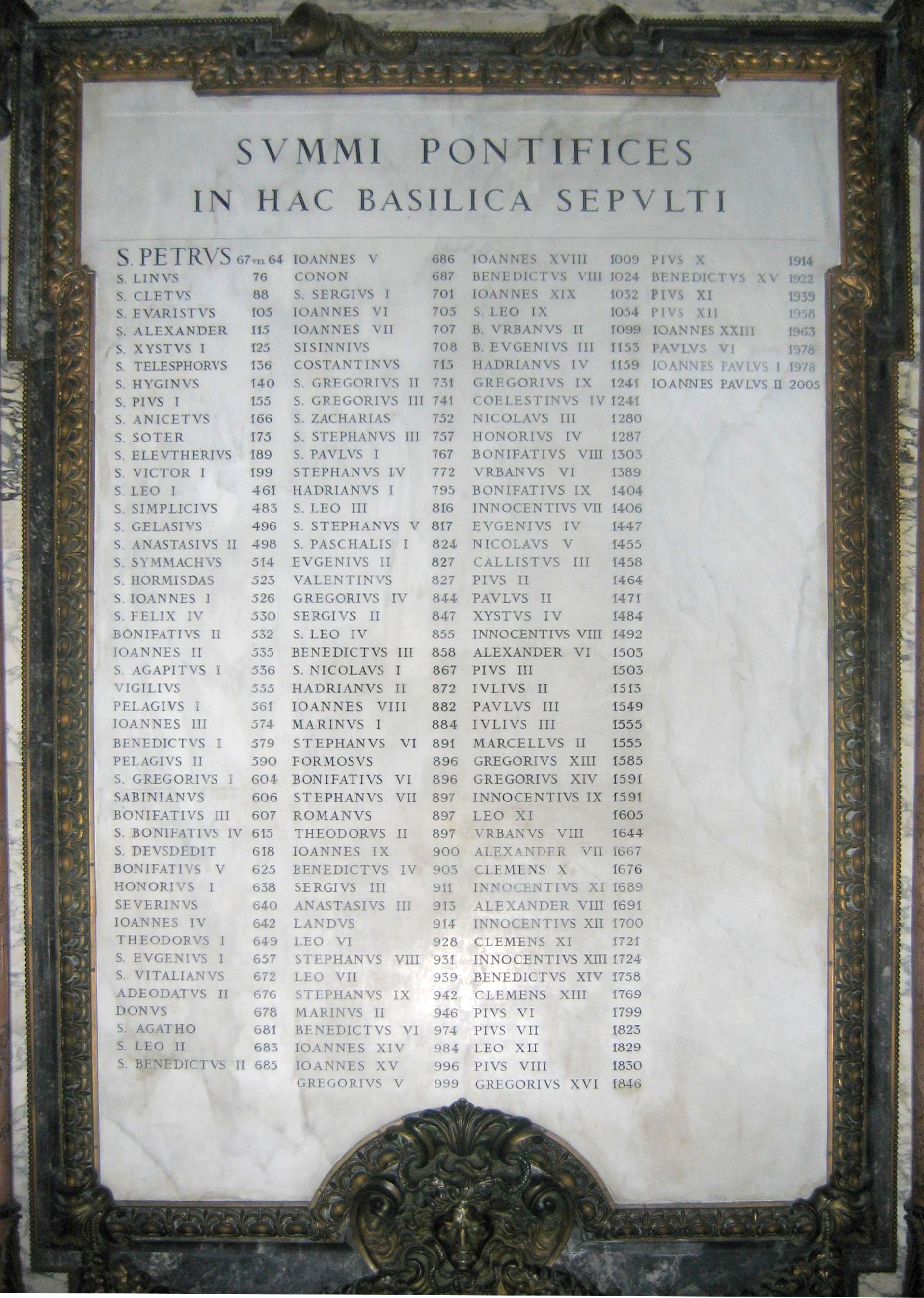
Llista de Papes enterrats a la Basílica de Sant Pere del Vaticà

La llista de papes de Roma és un índex temporal dels diferents caps de l'església catòlica.

## Papes de Roma

### Segle I
| núm. | Pontificat                                                           | Imatge | Nom                                           | Nom de bateig           | Lloc de naixement                    | Edat en iniciar / acabar el papat | Notes |
| ---- | -------------------------------------------------------------------- | ------ | --------------------------------------------- | ----------------------- | ------------------------------------ | --------------------------------- | --- |
| 1    | 30–33 – 64–68                                                        |        | St Pere Sanctus PETRVS                        | Šimon Kêpâ (Simó Pere)  | AD 1 Bethsaida, Galilea, Imperi romà | 29–32 / 62–67                     | Jueu convertit; primer papa jueu. Apòstol de Jesús. D'acord amb la tradició catòlica rebé les claus del Regne dels Cels (Mt 16:18–19). És reconegut per l'Església catòlica com el primer bisbe de Roma nomenat per Crist. La basílica de Sant Pere, a la Ciutat del Vaticà, és en record seu i està construïda sobre la seva tomba |
| 2    | 64–68 – 76–79                                                        |        | St Llí Papa LINVS                             | Linus                   | 10 AD Volterrae, Itàlia, Imperi romà | 54–58 / 66–69                     | Primer papa romà. |
| 3    | 76–79 – 88–91                                                        |        | St Anaclet I (Cletus) Papa ANACLETVS (CLETVS) | Anáklētos (o bé Klḗtos) | 25 AD Athenae, Acaia, Imperi romà    | 51–54 / 63–66                     | Primer papa grec. Errònicament es dividí en Cletus i Anacletus. |
| 4    | 26 d'abril de 88 – 23 de novembre de 99 (11 anys, 211 dies) (4228)   |        | St Climent I Papa CLEMENS                     | Clemens                 | c. 35 AD Roma, Itàlia, Imperi romà   | 53 / 64 (†66)                     | Romà. Publicà la Primera Epístola de Climent, que es considera com la base de l'autoritat apostòlica pel clergat. Martiritzat sent lligat a un àncora i llançat al mar. |
| 5    | 23 de novembre de 99 – 27 d'octubre de 105 (5 anys, 338 dies) (2164) |        | St. Evarist Papa EVARISTVS                    | Euáristos               | c. 30 AD Betlem, Iudaea, Imperi romà | 69 / 75                           | Jueu hel·lenitzat. Es diu que dividí Roma en parròquies, assignant un prevere a cadascuna. |

### Segle II
| núm. | Pontificat                                                             | Imatge | Nom                           | Nom de bateig                 | Lloc de naixement                                    | Edat en iniciar / acabar el papat | Notes |
| ---- | ---------------------------------------------------------------------- | ------ | ----------------------------- | ----------------------------- | ---------------------------------------------------- | --------------------------------- | --- |
| 6    | 27 d'octubre de 105 – 3 de maig de 115 (9 anys, 188 dies) (3475)       |        | St Alexandre I Papa ALEXANDER | Alexander                     | c. 75 Anno DominiRoma, Itàlia, Imperi romà           | 30 / 40                           | Romà. Inaugurà el costum de beneir les cases amb aigua beneïda. |
| 7    | 3 de maig de 115 – 3 d'abril de 125 (9 anys, 335 dies) (3623)          |        | St Sixt I Papa XYSTVS         | Xustós (o bé Síxtos)          | 42 AD Roma, Italia, Imperi romà                      | 73 / 83                           | Grec. |
| 8    | 3 d'abril de 125 – 5 de gener de 136 (10 anys, 277 dies) (3929)        |        | St Telèsfor Papa TELESPHORVS  | Telesphóros                   | c. 67 Anno Domini Terra Nova, Itàlia, Imperi romà    | 58 / 69                           | Grec. Sant Irineu l'anomenà gran màrtir |
| 9    | 5 de gener de 136 – 11 de gener de 140 (4 anys, 6 dies) (1467)         |        | St Higini Papa HYGINVS        | Hugînos                       | c. 74 Atenes, Achaea, Imperi romà                    | 58 / 62                           | Grec. La tradició indica que fou martiritzat. |
| 10   | 11 de gener de 140 – 11 de juliol de 155 (15 anys, 181 dies) (5660)    |        | St Pius I Papa PIVS           | Pius                          | c. 81 Anno Domini Aquileia, Itàlia, Imperi romà      | 59 / 74                           | Romà, germà d'Hermas. Martiritzat per l'espasa. Decretà que la pasqua només pot ser celebrada en diumenge.                                                                         |
| 11   | 11 de juliol de 155 – 20 d'abril de 166 (10 anys, 283 dies) (3936)     |        | St Anicet Papa ANICETVS       | Aníkētos                      | c. 92 Anno Domini, Emesa, Síria, Imperi romà         | 63 / 74                           | Sirià hel·lenitzat; primer papa sirià. La tradició indica que fou martiritzat. Decretà que els preveres no poden dur els cabells llargs.                                           |
| 12   | 20 d'abril de 166 – 22 d'abril de 174 (8 anys, 2 dies) (2924)          |        | St Soter Papa SOTERIVS        | Sōtḗr (o bé Sōtḗros)          | c. 119 Anno Domini, Fundi, Aquileia, Imperi romà     | 46 / 55                           | Grec. La tradició indica que fou martiritzat. Declarà que el matrimoni és vàlid com a sagrament beneït per un prevere; formalment inaugurà la pasqua com un festival anual a Roma. |
| 13   | 22 d'abril de 174 – 26 de maig de 189 (15 anys, 34 dies) (5513)        |        | St Eleuteri Papa ELEVTHERIVS  | Eleútheros (o bé Eleuthérios) | c. 130 Anno Domini, Nicòpolis de l'Epir, Imperi romà | 45 / 59                           | Grec. La tradició indica que fou martiritzat. |
| 14   | 26 de maig de 189 – 28 de juliol de 199 (10 anys, 63 dies) (3715)      |        | St Víctor I Papa VICTOR       | Victor                        | c. 155 Anno Domini Àfrica, Imperi romà               | 34 / 44                           | Berber romà; primer papa nascut al continent africà. Conegut per excomunicar Teòdot de Bizanci. Va tenir la controvèrsia Quartodecimana                                            |
| 15   | 28 de juliol de 199 – 20 de desembre de 217 (18 anys, 145 dies) (6719) |        | St Zeferí Papa ZEPHYRINVS     | Zephyrinus                    | c. 160 Anno DominiRoma, Itàlia, Imperi romà          | 39 / 57                           | Romà. Va combatre l'heretgia adopcionista dels seguidors de Teòdot de Bizanci. Tot i que no va ser físicament martiritzat (mort), se'l considera màrtir pels patiments que sofrí.  |
| —    | c. 199 – c. 200 (1 any, 0 dies) (365)                                  |        | Natali Antipapa NATALIVS      | Natalius                      | Roma, Itàlia, Imperi romà                            | —                                 | Romà. En oposició al papa Zeferí. Posteriorment es reconciliaren. |

### Segle III
| núm. | Pontificat                                                            | Imatge | Nom                             | Nom de bateig        | Lloc de naixement                                  | Edat en iniciar / acabar el papat | Notes |
| ---- | --------------------------------------------------------------------- | ------ | ------------------------------- | -------------------- | -------------------------------------------------- | --------------------------------- | --- |
| 16   | 20 de desembre de 217 – 14 d'octubre de 222 (4 anys, 298 dies) (1759) |        | St Calixt I Papa CALLIXTVS      | Kallístos            | c. 155 Anno DominiRoma, Itàlia, Imperi romà        | 62 / 67                           | Grec. Martiritzat. |
| —    | 217 – 235 (18 anys, 0 dies) (6574)                                    |        | St Hipòlit Antipapa HIPPOLYTVS  | Hippólytos           | c. 170 Anno Domini Asia Minor, Imperi romà         | 47 / 65                           | Grec. En oposició als papes Calixt I, Urbà I i Poncià. Posteriorment es reconcilià amb Poncià. |
| 17   | 14 d'octubre de 222 – 23 de maig de 230 (7 anys, 221 dies) (2778)     |        | St Urbà I Papa VRBANVS          | Urbanus              | c. 175 Anno DominiRoma, Itàlia, Imperi romà        | 47 / 55                           | Romà. |
| 18   | 21 d'agost de 230 – 28 de setembre de 235 (5 anys, 38 dies) (1864)    |        | St Poncià Papa PONTIANVS        | Pontianus            | c. 175 Anno DominiRoma, Itàlia, Imperi romà        | 55 / 60                           | Romà. Primer papa en abdicar després de ser exiliat a Sardenya per l'emperador Maximí el Traci. El Catàleg Liberià assenyala la seva mort el 28 de setembre de 235, la data exacta més antiga de la història papal. |
| 19   | 21 de novembre de 235 – 3 de gener de 236 (0 anys, 43 dies) (43)      |        | St Anter Papa ANTERVS           | Anthērós             | c. 180 Anno Domini Petèlia, Itàlia, Imperi romà    | 55 / 56                           | Grec. |
| 20   | 10 de gener de 236 – 20 de gener de 250 (14 anys, 10 dies) (5124)     |        | St Fabià Papa FABIANVS          | Fabianus             | c. 200 Anno DominiRoma, Itàlia, Imperi romà        | 36 / 50                           | Romà. Dividí les comunitats de Roma en 7 districtes, cadascuna supervisada per un diaca. |
| 21   | 6 de març de 251 – 25 de juny de 253 (2 anys, 111 dies) (842)         |        | St Corneli Papa CORNELIVS       | Cornelius            | c. 180 Anno DominiRoma, Itàlia, Imperi romà        | 71 / 73                           | Romà. Màrtir. |
| —    | Març de 251 – 258 (7 anys, 0 dies) (2557)                             |        | Novacià Antipapa NOVATIANVS     | Novatianus           | c. 200–20 Anno DominiRoma, Itàlia, Imperi romà     | 31–51 / 38–58                     | Romà. Fundador del novacianisme. En oposició als papes Corneli, Luci I, Esteve I i Sixt II. |
| 22   | 25 de juny de 253 – 5 de març de 254 (0 anys, 253 dies) (253)         |        | St Luci I Papa LUCIVS           | Lucius               | c. 200 Anno DominiRoma, Itàlia, Imperi romà        | 48 / 49                           | Romà. |
| 23   | 12 de març de 254 – 2 d'agost de 257 (3 anys, 143 dies) (1239)        |        | St Esteve I Papa STEPHANVS      | Stéphanos            | c. 205 Anno DominiRoma, Itàlia, Imperi romà        | 54 / 57                           | Grec. Martiritzat per decapitació |
| 24   | 30 d'agost de 257 – 6 d'agost de 258 (0 anys, 341 dies) (341)         |        | St Sixt II Papa XYSTVS Secundus | Xustós (o bé Síxtos) | c. 215 Anno DominiAthens, Achaea, Imperi romà      | 42 / 43                           | Grec. Martiritzat per decapitació. |
| 25   | 22 de juliol de 259 – 26 de desembre de 268 (9 anys, 157 dies) (3445) |        | St Dionís I Papa DIONYSIVS      | Dionúsios            | c. 200 Anno DominiTerra Nova, Itàlia, Imperi romà  | 59 / 68                           | Grec. |
| 26   | 5 de gener de 269 – 30 de desembre de 274 (5 anys, 359 dies) (2185)   |        | St Fèlix I Papa FELIX           | Felix                | c. 206 Anno Domini, Roma, Itàlia Imperi romà       | 63 / 68                           | Romà. |
| 27   | 4 de gener de 275 – 7 de desembre de 283 (8 anys, 337 dies) (3259)    |        | St Eutiquià Papa EVTYCHIANVS    | Eutychianus          | c. 240 Anno Domini, Luni, Itàlia, Imperi Romà      | 35 / 43                           | Romà. |
| 28   | 17 de desembre de 283 – 22 d'abril de 296 (12 anys, 127 dies) (4510)  |        | St Gai Papa CAIVS               | Caius (o bé Gaius)   | c. 245 Anno Domini, Salona (Dalmàcia), Imperi romà | 38 / 51                           | Romà. Martiritzat per decapitació (d'acord amb la llegenda): |
| 29   | 30 de juny de 296 – 26 d'abril de 304 (7 anys, 301 dies) (2856)       |        | St Marcel·lí Papa MARCELLINVS   | Marcellinus          | c. 250 Anno DominiRoma, Itàlia, Imperi romà        | 46 / 54                           | Romà. |

### Segle IV
| núm. | Pontificat                                                               | Imatge | Nom                                       | Nom de bateig               | Lloc de naixement                                                                 | Edat en iniciar / acabar el papat | Notes |
| ---- | ------------------------------------------------------------------------ | ------ | ----------------------------------------- | --------------------------- | --------------------------------------------------------------------------------- | --------------------------------- | --- |
| 30   | 27 de maig de 308 – 16 de gener de 309 (0 anys, 234 dies) (234)          |        | St Marcel I Papa MARCELLVS                | Marcellus                   | c. 255 Anno DominiRoma, Itàlia, Imperi romà                                       | 53 / 54                           | Romà. Expulsat de Roma per l'emperador Maxenci (309). |
| 31   | 18 d'abril de 309 – 17 d'agost de 310 (1 any, 121 dies) (486)            |        | St Eusebi Papa EVSEBIVS                   | Eusébios                    | c. 255 Anno Domini Sardinia, Imperi romà                                          | 54 / 54 (†55)                     | Grec. Expulsat de Roma per l'emperador Maxenci, morint a l'exili. |
| 32   | 2 de juliol de 311 – 10 de gener de 314 (2 anys, 192 dies) (923)         |        | St Melquíades (Melchiades) Papa MILTIADES | Miltiades (o bé Melchiades) | c. 270 Anno DominiAfrica, Imperi romà                                             | 41 / 44                           | Romà berber. Primer papa després de l'Edicte de Milà (313) publicat per Constantí el Gran, que va acabar amb la persecució dels cristians. Presidí el Concili del Laterà el 313. |
| 33   | 31 de gener de 314 – 31 de desembre de 335 (21 anys, 334 dies) (8004)    |        | St. Silvestre I Papa SILVESTER            | Silvester                   | c. 285 Anno Domini, Fanum Sancti Angeli de Scala, Apulia et Calàbria, Imperi romà | 29 / 50                           | Romà. Celebrà el I Concili de Nicea (325). Durant el seu pontificat es construïren Sant Joan del Laterà, Santa Creu a Jerusalem i l'antiga basílica de Sant Pere. S'afirma que fou el receptor de la Donació de Constantí, tot i que posteriorment es demostrà falsa. |
| 34   | 18 de gener de 336 – 7 d'octubre de 336 (0 anys, 263 dies) (263)         |        | St. Marc Papa MARCVS                      | Marcus                      | c. 290 Anno Domini, Roma, Itàlia, Imperi Romà                                     | 46 / 46                           | Romà. Una de les tasques de Marc va ser la compilació de les històries sobre les vides dels màrtirs i bisbes anteriors al seu temps. Hi ha motius per creure que fundà dues esglésies a la zona de Roma. Una d'elles encara avui és coneguda com l'església de Sant Marc, tot i que ha canviat molt. L'altre església es troba a la Catacumba de Balbina. L'emperador Constantí donà els terrenys i diners per ambdós edificis. |
| 35   | 6 de febrer de 337 – 12 d'abril de 352 (15 anys, 66 dies) (5544)         |        | St Juli I Papa IVLIVS                     | Iulius                      | c. 280 Anno DominiRoma, Itàlia, Imperi romà                                       | 57 / 72                           | Romà. Controvèrsia arriana. Separà el naixement de Crist en dues celebracions distintes: l'Epifania, celebrada en la data tradicional, i la Nativitat, afegida el 25 de desembre. |
| 36   | 17 de maig de 352 – 24 de setembre de 366 (14 anys, 130 dies) (5243)     |        | Liberi Papa LIBERIVS                      | Liberius                    | c. 310 Anno DominiRoma, Itàlia, Imperi romà                                       | 42 / 56                           | Romà. Primer papa que no va ser canonitzat per l'església catòlica (tot i que sí que ho va ser entre les esglésies orientals . |
| —    | 355 – 22 de novembre de 365 (10 anys, 0 dies) (3653)                     |        | St Fèlix II Antipapa FELIX Secundus       | Felix                       | c. 300 Anno DominiRoma, Itàlia, Imperi romà                                       | 55 / 65                           | Romà. En oposició al Papa Liberi. Instal·lat per l'emperador Constanci II. |
| 37   | 1 d'octubre de 366 – 11 de desembre de 384 (18 anys, 71 dies) (6646)     |        | St Damas I Papa DAMASVS                   | Damasus                     | c. 305 Anno Domini, Egitania, Lusitania o Roma, Itàlia, Imperi Romà               | 60 / 78                           | Romà. I el primer papa originari de Portugal. Patró de Jeroni d'Estridó, li ordenà la traducció de la Bíblia al llatí (que esdevindria la Vulgata). Concili de Roma (382). Primer papa que fou oficialment el cap de l'Església després que l'emperador Flavi Gracià abdiqués del títol de "Pontifex Maximus". |
| —    | 1 d'octubre de 366 – 16 de novembre de 367 (1 any, 46 dies) (411)        |        | Ursí Antipapa VRSINVS                     | Ursinus (o bé Ursicinus)    | Roma, Itàlia, Imperi romà                                                         | —                                 | Romà. En oposició al Papa Damas I. Expulsat a la Gàl·lia per l'emperador Valentinià II després d'una lluita entre dues sects I morí després del 384. |
| 38   | 17 de desembre de 384 – 26 de novembre de 399 (14 anys, 344 dies) (5457) |        | St Siricius Papa SIRICIVS                 | Siricius                    | c. 334 Anno Domini, Roma, Imperi romà                                             | 50 / 65                           | Romà. Les seves famoses cartes -els texts supervivents més antics sobre decretals papals- se centren particularment en la disciplina dels religiosos i inclouen decisions sobre el baptisme, la consagració, l'ordenació, la penitència i la continència. La decretal més important de Sirici va ser escrita el 386 al bisbe de Tarragona Himeri, ordenant el celibat sacerdotal, sent el primer decret sobre aquesta matèria.  |
| 39   | 27 de novembre de 399 – 19 de desembre de 401 (2 anys, 22 dies) (753)    |        | St. Anastasi I Papa ANASTASIVS            | Anastasius Maximus          | c. 340 Anno Domini, Roma, Imperi romà                                             | 59 / 61                           | Romà. Va ordenar als sacerdots que estiguessin dempeus i inclinessin el cap mentre llegien els evangelis. |

### Segle V
| núm. | Pontificat                                                              | Imatge | Nom                                                   | Nom de bateig           | Lloc de naixement                                                                 | Edat en iniciar / acabar el papat | Notes |
| ---- | ----------------------------------------------------------------------- | ------ | ----------------------------------------------------- | ----------------------- | --------------------------------------------------------------------------------- | --------------------------------- | --- |
| 40   | 21 de desembre de 401 – 12 de març de 417 (15 anys, 81 dies) (5560)     |        | St Innocenci I Papa INNOCENTIVS                       | Innocentius             | c. 378 Anno Domini Albanum, Latium et Campania, Imperi romà                       | 41 / 57                           | Romà. Durant el seu pontificat tingué lloc el saqueig de Roma pels visigots d'Alaric. |
| 41   | 18 de març de 417 – 26 de desembre de 418 (1 any, 283 dies) (648)       |        | St Zòsim Papa ZOSIMVS                                 | Zṓsimos                 | c. 370 Anno Domini Messurga, Lucania et Bruttii, Imperi romà                      | 47 / 48                           | Grec. |
| —    | 27 de desembre de 418 – 3 d'abril de 419 (0 anys, 97 dies) (97)         |        | Eulali Antipapa EVLALIVS                              | Eulalius                | c. 350–80 Anno Domini Roma, Itàlia, Imperi romà                                   | 68–38 / 69–39 (†72-42)            | Romà. En oposició al Papa Bonifaci I. Elegit la vetlla de l'elecció de Bonifaci, primer s'aprofità del suport de l'emperador Flavi Honori, però el perdé ràpidament. S'exilià a Campània, i morí el 423.                                 |
| 42   | 28 de desembre de 418 – 4 de setembre de 422 (3 anys, 250 dies) (1346)  |        | St Bonifaci I Papa BONIFACIVS                         | Bonifacius              | c. 377 Anno DominiRoma, Itàlia, Imperi romà                                       | 43 / 47                           | Romà. |
| 43   | 10 de setembre de 422 – 27 de juliol de 432 (9 anys, 321 dies) (3608)   |        | St Celestí I Papa CAELESTINVS                         | Caelestinus             | c. 380 Anno Domini Campania, Imperi romà                                          | 42 / 52                           | Romà. |
| 44   | 31 de juliol de 432 – 18 d'agost de 440 (8 anys, 18 dies) (2940)        |        | St Sixt III Papa XYXTVS Tertius                       | Xystus (o bé Sixtus)    | c. 390 Anno DominiRoma, Itàlia, Imperi romà                                       | 42 / 50                           | Romà. |
| 45   | 29 de setembre de 440 – 10 de novembre de 461 (21 anys, 42 dies) (7712) |        | St Lleó I (Lleó el Gran) Papa LEO MAGNVS              | Leo                     | c. 390 Anno Domini Etruria, Itàlia, Imperi romà                                   | 50 / 71                           | Romà. Va convèncer Àtila per a que donés la volta en la seva invasió d'Itàlia. Va escriure el Tome, instrumental al Concili de Calcedònia i en la definició de la unió hipostàtica.                                                      |
| 46   | 19 de novembre de 461 – 29 de febrer de 468 (6 anys, 102 dies) (2293)   |        | St Hilari Papa HILARIVS                               | Hilarius (o bé Hilarus) | c. 400 Anno Domini Sardenya, Itàlia, Imperi Romà d'Occident                       | 46 / 53                           | Romà. |
| 47   | 3 de març de 468 – 10 de març de 483 (15 anys, 7 dies) (5485)           |        | St Simplici Papa SIMPLICIVS                           | Simplicius              | c. 430 Anno Domini, Tibur, Itàlia, Imperi romà occidental                         | 38 / 53                           | Romà. Papa durant el col·lapse de l'Imperi Romà occidental i la conquesta de Roma i Itàlia per Odoacre. |
| 48   | 13 de març de 483 – 1 de març de 492 (8 anys, 354 dies) (3276)          |        | St Fèlix III (Felix II) Papa FELIX Tertius (Secundus) | Felix Anici             | c. 440 Anno Domini Roma, Itàlia, Imperi romà occidental                           | 43 / 52                           | Papa imperial romà. En ocasions és anomenat Fèlix II. Rebesavi del papa Gregori I. |
| 49   | 1 de març de 492 – 21 de novembre de 496 (4 anys, 265 dies) (1726)      |        | St Gelasi I Papa GELASIVS                             | Gelasius                | c. 410 Anno Domini Mons Ferratus, Quinquegentiani, Àfrica, Imperi romà occidental | 82 / 86                           | Berber romà; és el darrer papa nascut a l'Àfrica. Va ser el primer papa en ser anomenat "Vicari de Crist" |
| 50   | 24 de novembre de 496 – 19 de novembre de 498 (1 any, 360 dies) (725)   |        | Anastasi II Papa ANASTASIVS Secundus                  | Anastásios              | c. 445 Anno DominiRoma, Itàlia, Imperi romà occidental                            | 51 / 53                           | Grec. Intentà acabar amb el cisma acacià, però resultà en el cisma laterà. |
| 51   | 22 de novembre de 498 – 19 de juliol de 514 (15 anys, 239 dies) (5717)  |        | St Símmac Papa SYMMACHVS                              | Symmachus               | c. 460 Anno Domini Sardenya, Itàlia, Imperi romà occidental                       | 38 / 54                           | Romà. |
| —    | 22 de novembre de 498 – Agost de 506/8 (7 anys, 252 dies) (2808)        |        | Llorenç Antipapa LAVRENTIVS                           | Laurentius              | c. 460 Anno Domini Roma, Itàlia, Imperi romà occidental                           | 38 / 46 (†48)                     | Romà. En oposició al Papa Símmac. Elegit el mateix dia que Símmac, el rei Teodoric es posà a favor de Símmac. Prengué el control de Roma el 501 i Llorenç hagué de marxar, tot i que romangué papa fins al 506/508, any de la seva mort. |

### Segle VI
| núm. | Pontificat                                                           | Imatge | Nom                                                  | Nom de bateig            | Lloc de naixement                                             | Edat en iniciar / acabar el papat | Notes |
| ---- | -------------------------------------------------------------------- | ------ | ---------------------------------------------------- | ------------------------ | ------------------------------------------------------------- | --------------------------------- | --- |
| 52   | 20 de juliol de 514 – 6 d'agost de 523 (9 anys, 17 dies) (3304)      |        | St Hormisdes Papa HORMISDAS                          | Hormisdas                | c. 450 Anno Domini Frusino, Itàlia, Imperi romà occidental    | 64 / 73                           | Romà. Pare del Papa Silveri. Cisma acacià. |
| 53   | 13 d'agost de 523 – 18 de maig de 526 (2 anys, 278 dies) (1009)      |        | St Joan I Papa IOANNES                               | Ioannes                  | c. 470 Anno Domini Sena Iulia, Itàlia, Imperi romà occidental | 53 / 56                           | Romà. |
| 54   | 12 de juliol de 526 – 22 de setembre de 530 (4 anys, 72 dies) (1533) |        | St Fèlix IV (Felix III) Papa FELIX Quartus (Tertius) | Felix                    | c. 490 Anno Domini Sàmnium, regne d'Odoacre                   | 36 / 40                           | Romà. En ocasions anomenat Fèlix III. Construí Santi Cosma e Damiano. |
| 55   | 22 de setembre de 530 – 17 d'octubre de 532 (2 anys, 25 dies) (756)  |        | Bonifaci II Papa BONIFACIVS Secundus                 | Bonifacius               | c. 490 Anno DominiRoma, regne d'Odoacre                       | 40 / 42                           | Ostrogot; primer papa germànic. Canvià la numeració dels anys del calendari julià de Ab Urbe Condita a Anno Domini.                                                                                |
| —    | 22 de setembre de 530 – 14 d'octubre de 530 (0 anys, 22 dies) (22)   |        | Diòscor Antipapa DIOSCORVS                           | Dióskouros               | Alexandria, Egipte, Imperi Romà d'Orient                      | —                                 | Grec. En oposició al Papa Bonifaci II. Candidat del partit romà d'Orient, elegit per la majoria dels cardenals i reconegut per Constantinoble, va morir menys d'un més després de la seva elecció. |
| 56   | 2 de gener de 533 – 8 de maig de 535 (2 anys, 126 dies) (856)        |        | Joan II Papa IOANNES Secundus                        | Mercurius                | c. 473 Anno DominiRoma, Imperi romà occidental                | 63 / 65                           | Romà. Primer papa que no usà el seu nom personal (es deia com el deu romà Mercuri). |
| 57   | 13 de maig de 535 – 22 d'abril de 536 (0 anys, 356 dies) (356)       |        | St Agapit I Papa AGAPETVS                            | Agapetus                 | c. 490 Anno DominiRoma, regne d'Odoacre                       | 45 / 46                           | Romà. |
| 58   | 8 de juny de 536 – 11 de març de 537 (0 anys, 276 dies) (276)        |        | St Silveri Papa SILVERIVS                            | Silverius                | c. 480 Anno Domini Cicanum, regne ostrogot                    | 56 / 57                           | Romà. Fill del Papa Hormisdes. Exiliat |
| 59   | 29 de març de 537 – 7 de juny de 555 (18 anys, 70 dies) (6644)       |        | Vigili Papa VIGILIVS                                 | Vigilius                 | c. 500 Anno DominiRoma, regne d'Odoacre                       | 37 / 55                           | Romà. |
| 60   | 16 d'abril de 556 – 4 de març de 561 (4 anys, 322 dies) (1783)       |        | Pelagi I Papa PELAGIVS                               | Pelagius                 | c. 505 Anno DominiRoma, regne ostrogot                        | 51 / 56                           | Romà. Es considera ordenà la construcció de la Basílica dels Sants XII Apòstols. |
| 61   | 17 de juliol de 561 – 13 de juliol de 574 (12 anys, 361 dies) (4744) |        | Joan III Papa IOANNES Tertius                        | Ioannes Catelinus        | c. 520 Anno DominiRoma, regne ostrogot                        | 41 / 54                           | Romà. |
| 62   | 2 de juny de 575 – 30 de juliol de 579 (4 anys, 58 dies) (1519)      |        | Benet I Papa BENEDICTVS                              | Benedictus Bonosius      | c. 525 Anno DominiRoma, regne ostrogot                        | 50 / 54                           | Romà. |
| 63   | 26 de novembre de 579 – 7 de febrer de 590 (10 anys, 73 dies) (3726) |        | Pelagi II Papa PELAGIVS Secundus                     | Pelagius                 | c. 520 Anno DominiRoma, regne ostrogot                        | 59 / 70                           | Ostrogot romanitzat. Ordenà la construcció de la basílica de San Lorenzo fuori le mura. |
| 64   | 3 de setembre de 590 – 12 de març de 604 (13 anys, 191 dies) (4938)  |        | St Gregori I (Gregori el Gran) Papa GREGORIVS MAGNVS | Anicius Gregorius O.S.B. | c. 540 Anno DominiRoma, Imperi Romà d'Orient                  | 50 / 64                           | Darrer papa imperial romà. Rebesnet del papa Fèlix III. Va ser el primer en emprar formalment els títols de Pontifex Maximus i Servus servorum Dei. Establí el cant gregorià.                      |

### Segle VII
| núm. | Pontificat                                                              | Imatge | Nom                                                   | Nom de bateig              | Lloc de naixement                                                       | Edat en iniciar / acabar el papat | Notes |
| ---- | ----------------------------------------------------------------------- | ------ | ----------------------------------------------------- | -------------------------- | ----------------------------------------------------------------------- | --------------------------------- | --- |
| 65   | 13 de setembre de 604 – 22 de febrer de 606 (1 any, 162 dies) (527)     |        | Sabinià Papa SABINIANVS                               | Sabinianus                 | c. 530 Anno Domini Blera, Imperi Romà d'Orient                          | 74 / 76                           | Romà. Durant els dos segles següents, tots els papes romans van ser controlats per l'Imperi Romà d'Orient. |
| 66   | 19 de febrer de 607 – 12 de novembre de 607 (0 anys, 266 dies) (266)    |        | Bonifaci III Papa BONIFACIVS Tertius                  | Boniphátios Kataadiókēs    | c. 540 Anno DominiRoma, Imperi Romà d'Orient                            | 67 / 67                           | Grec. |
| 67   | 15 de setembre de 608 – 8 de maig de 615 (6 anys, 235 dies) (2426)      |        | St Bonifaci IV Papa BONIFACIVS Quartus                | Bonifacius O.S.B.          | c. 550 Anno Domini Marsica, Imperi Romà d'Orient                        | 58 / 65                           | Romà. |
| 68   | 13 de novembre de 615 – 8 de novembre de 618 (2 anys, 360 dies) (1091)  |        | St Deodat I (DEVSDEDIT) Papa ADEODATVS sive Deusdedit | Adeodatus (o bé Deusdedit) | c. 570 Anno DominiRoma, Imperi Romà d'Orient                            | 55 / 58                           | Romà. En ocasions anomenat DEVSDEDIT, de manera que el Papa Deodat II de vegades només és citat com a Papa Deodats, sense l'ordinal. Va ser el primer papa en emprar segells de plom sobre els documents papals, que amb el temps s'anomenarien butlles papals. |
| 69   | 23 de desembre de 619 – 25 d'octubre de 625 (5 anys, 306 dies) (2133)   |        | Bonifaci V Papa BONIFACIVS Quintus                    | Bonifacius Fuminus         | c. 575 Anno Domini Neapolis, Imperi Romà d'Orient                       | 44 / 50                           | Romà. |
| 70   | 27 d'octubre de 625 – 12 d'octubre de 638 (12 anys, 350 dies) (4733)    |        | Honori I Papa HONORIVS                                | Honorius Cicanus           | c. 585 Anno Domini Ceperanum, Campania, Imperi Romà d'Orient            | 40 / 53                           | Romà. Senyalat com heretge i anatemitzat pel Tercer Concili de Constantinoble (680) |
| 71   | 28 de maig de 640 – 2 d'agost de 640 (0 anys, 66 dies) (66)             |        | Severí Papa SEVERINVS                                 | Severinus                  | c. 585 Anno DominiRoma, Imperi Romà d'Orient                            | 55 / 55                           | Romà. |
| 72   | 24 de desembre de 640 – 12 d'octubre de 642 (1 any, 292 dies) (657)     |        | Joan IV Papa IOANNES Quartus                          | Ioannes                    | c. 587 Anno Domini, Iadera, Dalmàcia, Imperi Romà d'Orient              | 40 / 42                           | Romà. |
| 73   | 24 de novembre de 642 – 14 de maig de 649 (6 anys, 171 dies) (2363)     |        | Teodor I Papa THEODORVS                               | Theódōros                  | c. 610 Anno Domini, Hierosolyma, Imperi Romà d'Orient                   | 32 / 39                           | Grec. Darrer papa originari de Palestina. Planejà el Concili del Laterà del 649, però morí abans de poder inaugurar-lo. |
| 74   | 5 de juliol de 649 – 12 de novembre de 655 (6 anys, 130 dies) (2321)    |        | St Martí I Papa MARTINVS                              | Martinus                   | c. 590 Anno Domini a prop de Tuder, Umbria, Imperi Romà d'Orient        | 59 / 65                           | Romà. Darrer papa en ser reconegut com a màrtir. |
| 75   | 10 d'agost de 654 – 2 de juny de 657 (2 anys, 296 dies) (1027)          |        | St Eugeni I Papa EVGENIVS                             | Eugenius                   | c. 615 Anno DominiRoma, Ducat de Roma (formalment Imperi Romà d'Orient) | 39 / 42                           | Romà. |
| 76   | 30 de juliol de 657 – 27 de gener de 672 (14 anys, 181 dies) (5294)     |        | St Vitalià Papa VITALIANVS                            | Vitalianus                 | c. 600 Signia, Ducat de Roma (formalment Imperi Romà d'Orient)          | 57 / 72                           | Romà. |
| 77   | 11 d'abril de 672 – 17 de juny de 676 (4 anys, 67 dies) (1528)          |        | Deodat II Papa ADEODATVS Secundus                     | Adeodatus O.S.B.           | c. 621 Roma, Ducat de Roma (formalment Imperi Romà d'Orient             | 51 / 55                           | Romà. En ocasions anomenat "Deodat", sense ordinal, en referència que el Papa Deodat I és referit com Papa DEVSDEDIT. Membre de l'orde de Sant Benet. |
| 78   | 2 de novembre de 676 – 11 d'abril de 678 (1 any, 160 dies) (525)        |        | Donus Papa DONVS                                      | Donus (o bé Domnus)        | c. 610 Roma, Ducat de Roma (formalment Imperi Romà d'Orient)            | 66 / 68                           | Romà. |
| 79   | 27 de juny de 678 – 10 de gener de 681 (2 anys, 197 dies) (928)         |        | St Agató Papa AGATHO                                  | Agáthōn                    | c. 577 Panormus, Sicília, Imperi Romà d'Orient                          | 101 / 104                         | Grec. El papa més ancià de tota la història. |
| 80   | 17 d'agost de 682 – 3 de juliol de 683 (0 anys, 320 dies) (320)         |        | St Lleó II Papa LEO Secundus                          | Léōn                       | c. 611 Aydonum, Sicília, Imperi Romà d'Orient                           | 71 / 72                           | Grec. |
| 81   | 26 de juny de 684 – 8 de maig de 685 (0 anys, 316 dies) (316)           |        | St Benet II Papa BENEDICTVS Secundus                  | Benedictus Sabellus        | c. 635 Roma, Ducat de Roma (formalment Imperi Romà d'Orient)            | 49 / 50                           | Romà. |
| 82   | 23 de juliol de 685 – 2 d'agost de 686 (1 any, 10 dies) (375)           |        | Joan V Papa IOANNES Quintus                           | Iōánnēs                    | c. 635 Antioquia, Síria, Imperi Romà d'Orient                           | 50 / 51                           | Grec. |
| 83   | 21 d'octubre de 686 – 21 de setembre de 687 (0 anys, 335 dies) (335)    |        | Conó Papa CONON                                       | Kónōn                      | c. 630 Tràcia, Imperi Romà d'Orient                                     | 56 / 57                           | Grec. |
| 84   | 15 de desembre de 687 – 8 de setembre de 701 (13 anys, 267 dies) (5015) |        | St Sergi I Papa SERGIVS                               | Sérgios                    | c. 650 Palerm, Sicília, Imperi Romà d'Orient                            | 37 / 51                           | Sirià hel·lenitzat. Introduí el càntic de l'Anyell de Déu a la missa. |

### Segle VIII
| núm. | Pontificat                                                            | Imatge | Nom                                                      | Nom de bateig      | Lloc de naixement                                               | Edat en iniciar / acabar el papat | Notes |
| ---- | --------------------------------------------------------------------- | ------ | -------------------------------------------------------- | ------------------ | --------------------------------------------------------------- | --------------------------------- | --- |
| 85   | 30 d'octubre de 701 – 11 de gener de 705 (3 anys, 73 dies) (1169)     |        | Joan VI Papa IOANNES Sextus                              | Iōánnēs            | c. 650 Efes, Imperi Romà d'Orient                               | 46 / 50                           | Grec. L'únic papa originari de l'Àsia Menor. |
| 86   | 1 de març de 705 – 18 d'octubre de 707 (2 anys, 231 dies) (961)       |        | Joan VII Papa IOANNES Septimus                           | Iōánnēs            | c. 655 Rossanum, Calàbria, Imperi Romà d'Orient                 | 55 / 57                           | Grec. |
| 87   | 15 de gener de 708 – 4 de febrer de 708 (0 anys, 20 dies) (20)        |        | Sisini Papa SISINNIVS                                    | Sisínios           | c. 650 Síria, Califat dels raixidun                             | 58 / 58                           | Sirià. |
| 88   | 25 de març de 708 – 9 d'abril de 715 (7 anys, 15 dies) (2571)         |        | Constantí I Papa COSTANTINVS sive CONSTANTINVS           | Kōnstantínos       | c. 664 Síria, Califat omeia                                     | 44 / 51                           | Sirià. Darrer papa en visitar Grècia, fins a la visita de Joan Pau II el 2001. |
| 89   | 19 de maig de 715 – 11 de febrer de 731 (15 anys, 268 dies) (5747)    |        | St Gregori II Papa GREGORIVS Secundus                    | Gregorius Sabellus | c. 669 Roma, Ducat de Roma (formalment Imperi Romà d'Orient)    | 46 / 62                           | Romà. Celebrà el Sínode de Roma (721). |
| 90   | 18 de març de 731 – 28 de novembre de 741 (10 anys, 255 dies) (3908)  |        | St Gregori III Papa GREGORIVS Tertius                    | Grēgórios          | c. 669 Síria, Califat omeia                                     | 41 / 51                           | Síria; el darrer papa d'allà. Va ser el darrer papa no europeu fins a l'elecció del papa Francesc el 2013. |
| 91   | 3 de desembre de 741 – 22 de març de 752 (10 anys, 110 dies) (3762)   |        | St Zacaries Papa ZACHARIAS                               | Zakharías          | c. 679 Sancta Severina, Calàbria, Imperi Romà d'Orient          | 62 / 73                           | Grec. Construí l'església de Santa Maria sopra Minerva. |
| —    | 22 de març de 752 – 25 de març de 752 (3)                             |        | Esteve II Papa Electus STEPHANUS (STEPHANUS Secundus)    | Stephanus          | c. 700 Roma, Ducat de Roma (formalment Imperi Romà d'Orient)    | 52 / 52                           | Romà. En ocasions conegut com a Esteve II. Va morir tres dies després de la seva elecció, sense haver rebut la consagració episcopal. Algunes llistes encara l'inclouen. El Vaticà sancionà la seva admissió al segle xvi, però l'eliminà el 1961. Ja no és considerat un papa per l'Església Catòlica. |
| 92   | 26 de març de 752 – 26 d'abril de 757 (5 anys, 31 dies) (1857)        |        | Esteve III Papa STEPHANVS Secundus (Tertius)             | Stephanus          | c. 714 Roma, Ducat de Roma (formalment Imperi Romà d'Orient)    | 38 / 43                           | Romà. En ocasions anomenat Esteve III. Durant el seu pontificat tingué lloc la Donació de Pipí. Germà de Pau I. |
| 93   | 29 de maig de 757 – 28 de juny de 767 (10 anys, 30 dies) (3682)       |        | St Pau I Papa PAVLVS                                     | Paulus             | c. 700 Roma, Ducat de Roma (formalment Imperi Romà d'Orient)    | 57 / 67                           | Romà. Germà d'Esteve II. |
| 94   | 7 d'agost de 768 – 24 de gener de 772 (3 anys, 170 dies) (1265)       |        | Esteve III (Stephen IV) Papa STEPHANVS Tertius (Quartus) | Stéphanos          | c. 723 Syracuse, Sicília, Imperi Romà d'Orient                  | 45 / 49                           | Grec. En ocasions anomenat Esteve IV. Convocà el Concili del Laterà (769). |
| 95   | 1 de febrer de 772 – 26 de desembre de 795 (23 anys, 328 dies) (8729) |        | Adrià I Papa HADRIANVS                                   | Hadrianus          | a. 700–12 Roma, Ducat de Roma (formalment Imperi Romà d'Orient) | 72–60 / 95–83                     | Romà. |
| 96   | 26 de desembre de 795 – 12 de juny de 816 (20 anys, 169 dies) (7474)  |        | St Lleó III Papa LEO Tertius                             | Leo                | c. 750 Roma, Ducat de Roma (formalment Imperi Romà d'Orient)    | 45 / 66                           | Romà. Coronà Carlemany Imperator Augustus el dia de Nadal del 800, iniciant el càrrec d'Emperador del Sacre Imperi Romanogermànic, requerint el imprimatur del papa per a la seva legitimitat. |

### Segle IX
| núm. | Pontificat                                                             | Imatge | Nom                                                      | Nom de bateig        | Lloc de naixement                  | Edat en iniciar / acabar el papat | Escut | Notes |
| ---- | ---------------------------------------------------------------------- | ------ | -------------------------------------------------------- | -------------------- | ---------------------------------- | --------------------------------- | ----- | --- |
| 97   | 22 de juny de 816 – 24 de gener de 817 (0 anys, 216 dies) (216)        |        | Esteve IV (Stephen V) Papa STEPHANVS Quartus (Quintus)   | Stefano Colonna      | c. 770 Roma, Estats Pontificis     | 46 / 47                           |       | Italià; primer papa nascut a Roma després de separar-se de l'Imperi Romà. En occasions és anomenat Esteve V. |
| 98   | 25 de gener de 817 – 11 de febrer de 824 (7 anys, 17 dies) (2573)      |        | St Pasqual I Papa PASCHALIS                              | Pasquale Massimi     | c. 775 Roma, Estats Pontificis     | 42 / 49                           |       | Italià. Fill de Bonosus i d'Episcopa Theodora. S'afirmà que trobà el cos de santa Cecília a la catacumba de Sant Calixt, feu construir la basílica de Santa Cecília in Trastevere i l'església de Santa Maria in Domnica. |
| 99   | 8 de maig de 824 – 27 d'agost de 827 (3 anys, 111 dies) (1206)         |        | Eugeni II Papa EVGENIVS Secundus                         | Eugenio Savelli      | c. 780 Roma, Estats Pontificis     | 44 / 47                           |       | Italià. |
| 100  | 31 d'agost de 827 – 10 d'octubre de 827 (0 anys, 40 dies) (40)         |        | Valentí Papa VALENTINVS                                  | Valentino Leoni      | c. 780 Roma, Estats Pontificis     | 47 / 47                           |       | Italià. |
| 101  | 20 de desembre de 827 – 25 de gener de 844 (16 anys, 36 dies) (5880)   |        | Gregori IV Papa GREGORIVS Quartus                        | Gregorio             | c. 790 Roma, Estats Pontificis     | 37 / 54                           |       | Italià. Reconstruí l'atri de la basílica de Sant Pere i sebolí a la capella novament decorada el cos del Gregori I. |
| 102  | 25 de gener de 844 – 27 de gener de 847 (3 anys, 2 dies) (1098)        |        | Sergi II Papa SERGIVS Secundus                           | Sergio Colonna       | c. 790 Roma, Estats Pontificis     | 54 / 57                           |       | Italià. |
| 103  | 10 d'abril de 847 – 17 de juliol de 855 (8 anys, 98 dies) (3020)       |        | St Lleó IV Papa LEO Quartus                              | Leone O.S.B.         | c. 790 Roma, Estats Pontificis     | 57 / 65                           |       | Llombard. Membre de l'orde de Sant Benet. |
| 104  | 29 de setembre de 855 – 7 d'abril de 858 (2 anys, 190 dies) (921)      |        | BenetIII Papa BENEDICTVS Tertius                         | Benedetto            | c. 810 Roma, Estats Pontificis     | 45 / 48                           |       | Italià. |
| 105  | 24 d'abril de 858 – 13 de novembre de 867 (9 anys, 203 dies) (3490)    |        | St Nicolau I (Nicolau el Gran) Papa NICOLAVS MAGNVS      | Niccolò              | c. 800 Roma, Estats Pontificis     | 39 / 48                           |       | Italià. Encoratjà l'activitat missionera. |
| 106  | 14 de desembre de 867 – 14 de desembre de 872 (5 anys, 0 dies) (1827)  |        | Adrià II Papa HADRIANVS Secundus                         | Adriano Colonna      | c. 792 Roma, Estats Pontificis     | 75 / 80                           |       | Italià. |
| 107  | 14 de desembre de 872 – 16 de desembre de 882 (10 anys, 2 dies) (3654) |        | Joan VIII Papa IOANNES Octavus                           | Giovanni             | c. 820 Roma, Estats Pontificis     | 52 / 62                           |       | Italià. Primer papa en ser assasssinat. |
| 108  | 16 de desembre de 882 – 15 de maig de 884 (1 any, 151 dies) (516)      |        | Marí I Papa MARINVS                                      | Constantinus Marinus | c. 830 Gallese, Estats Pontificis  | 52 / 54                           |       | Italià. En ocasions anomenat Martí II. |
| 109  | 17 de maig de 884 – 15 de setembre de 885 (1 any, 121 dies) (486)      |        | St Adrià III Papa HADRIANVS Tertius                      | Adriano              | c. 830 Roma, Estats Pontificis     | 49 / 50                           |       | Italià. El Papa Adrià I possiblement era família. |
| 110  | 14 de setembre de 885 – 4 de setembre de 891 (5 anys, 355 dies) (2181) |        | Esteve V (Stephen VI) Papa STEPHANVS Quintus (Sextus)    | Stefano              | c. 840 Roma, Estats Pontificis     | 45 / 51                           |       | Italià. En ocasions anomenat Esteve VI. |
| 111  | 6 d'octubre de 891 – 4 d'abril de 896 (4 anys, 181 dies) (1642)        |        | Formós Papa FORMOSVS                                     | Formoso              | c. 805–16 Ostia, Estats Pontificis | 75–85 / 80–91                     |       | Italià. A inicis del 897 va ser executat ritualment de manera pòstuma després del Concili del Cadàver. Més tard, aquell any, el seu cos tornà a ser enterrat amb tots els honors cristians.                               |
| 112  | 11 d'abril de 896 – 26 d'abril de 896 (0 anys, 15 dies) (15)           |        | Bonifaci VI Papa BONIFATIVS Sextus                       | Bonifacio            | c. 806 Roma, Estats Pontificis     | 90 / 90                           |       | Italià. |
| 113  | 22 de maig de 896 – 14 d'agost de 897 (1 any, 84 dies) (449)           |        | Esteve VI (Stephen VII) Papa STEPHANVS Sextus (Septimus) | Stefano di Spoletto  | c. 850 Roma, Estats Pontificis     | 46 / 47                           |       | Italià. En ocasions anomenat Esteve VII. Celebrà l'infame Concili del Cadàver. |
| 114  | 14 d'agost de 897 – Novembre de 897 (0 anys, 92 dies) (92)             |        | Romà Papa ROMANVS                                        | Romano Marini        | c. 850 Gallese, Estats Pontificis  | 47 / 47                           |       | Italià. |
| 115  | Desembre de 897 – 20 de desembre de 897 (0 anys, 19 dies) (19)         |        | Teodor II Papa THEODORVS Secundus                        | Theódōros            | c. 840 Roma, Estats Pontificis     | 57 / 57                           |       | Grec, fill del Patriarca ecumènic Foci I de Constantinoble. |
| 116  | 18 de gener de 898 – 5 de gener de 900 (1 any, 352 dies) (717)         |        | Joan IX Papa IOANNES Nonus                               | Giovanni O.S.B.      | c. 840 Tívoli, Estats Pontificis   | 58 / 60                           |       | Llombard. Membre de l'Orde de Sant Benet. |
| 117  | 1 de febrer de 900 – 30 de juliol de 903 (3 anys, 179 dies) (1274)     |        | BenetIV Papa BENEDICTVS Quartus                          | Benedetto di Tuscolo | c. 840 Roma, Estats Pontificis     | 60 / 63                           |       | Italià. |

### Segle X
| núm. | Pontificat                                                             | Imatge | Nom                                                         | Nom de bateig              | Lloc de naixement                                                   | Edat en iniciar / acabar el papat | Escut | Notes |
| ---- | ---------------------------------------------------------------------- | ------ | ----------------------------------------------------------- | -------------------------- | ------------------------------------------------------------------- | --------------------------------- | ----- | --- |
| 118  | 30 de juliol de 903 – Desembre de 903 (0 anys, 124 dies) (124)         |        | Lleó V Papa LEO Quintus                                     | Leone Britigena            | c. 845 Ardea, Estats Pontificis                                     | 58 / 58 (†59)                     |       | Italià. Deposat i assassinat. |
| —    | Octubre de 903 – gener de 904 (0 anys, 92 dies) (92)                   |        | Cristòfor Antipapa CHRISTOFORO                              | Cristoforo                 | Roma, Estats Pontificis                                             | —                                 |       | Italià. En oposició al Papa Lleó V. |
| 119  | 29 de gener de 904 – 14 d'abril de 911 (7 anys, 75 dies) (2632)        |        | Sergi III Papa SERGIVS Tertius                              | Sergio di Tuscolo          | c. 860 Roma, Estats Pontificis                                      | 44 / 51                           |       | Italià. Inicià el "Saeculum obscurum". És el primer papa en ser retratat amb la tiara papal. |
| 120  | 14 d'abril de 911 – de juny de 913 (2 anys, 48 dies) (779)             |        | Anastasi III Papa ANASTASIVS Tertius                        | Anastasio                  | c. 865 Roma, Estats Pontificis                                      | 46 / 48                           |       | Italià. |
| 121  | 7 de juliol de 913 – 5 de febrer de 914 (0 anys, 213 dies) (213)       |        | Landó Papa LANDO                                            | Lando                      | c. 865 Sabina, Estats Pontificis                                    | 48 / 49                           |       | Italià. |
| 122  | de març de 914 – 28 de maig de 928 (14 anys, 88 dies) (5202)           |        | Joan X Papa IOANNES Decimus                                 | Giovanni Cenci             | c. 860 Tossignano, Romagna (formalment part dels Estats Pontificis) | 54 / 68                           |       | Italià. |
| 123  | 28 de maig de 928 – Dec 928 (0 anys, 187 dies) (187)                   |        | Lleó VI Papa LEO Sextus                                     | Leone                      | c. 880 Roma, Estats Pontificis                                      | 48 / 48                           |       | Italià. |
| 124  | 3 de febrer de 929 – 13 de febrer de 931 (2 anys, 10 dies) (740)       |        | Esteve VII (Stephen VIII) Papa STEPHANVS Septimus (Octavus) | Stefano                    | c. 880 Roma, Estats Pontificis                                      | 49 / 51                           |       | Italià. En ocasions anomenat Esteve VIII. |
| 125  | 15 de març de 931 – Dec 935 (4 anys, 261 dies) (1722)                  |        | Joan XI Papa IOANNES Undecimus                              | Giovanni di Tuscolo        | c. 910 Roma, Estats Pontificis                                      | 21 / 25                           |       | Italià. Probablement, d'acord amb el Liber Pontificalis i Liutprand de Cremona, és fill del papa Sergi III, i no pas d'Alberic de Spoleto, marit de Marozia. |
| 126  | 3 de gener de 936 – 13 de juliol de 939 (3 anys, 191 dies) (1287)      |        | Lleó VII Papa LEO Septimus                                  | Leone O.S.B.               | c. 885 Roma, Estats Pontificis                                      | 41 / 44                           |       | Italià. Membre de l'orde de Sant Benet. |
| 127  | 14 de juliol de 939 – 30 d'octubre de 942 (3 anys, 108 dies) (1204)    |        | Esteve VIII (EEsteve IX) Papa STEPHANVS Octavus (Nonus)     | Stefano                    | c. 900 Roma, Estats Pontificis                                      | 39 / 42                           |       | Italià. En ocasions anomenat Esteve IX. |
| 128  | 30 d'octubre de 942 – 1 de maig de 946 (3 anys, 183 dies) (1279)       |        | Marí II Papa MARINVS Secundus                               | Marino                     | c. 900 Roma, Estats Pontificis                                      | 42 / 46                           |       | Italià. |
| 129  | 10 de maig de 946 – 8 de novembre de 955 (9 anys, 182 dies) (3469)     |        | Agapit II Papa AGAPETVS Secundus                            | Agapito                    | c. 905 Roma, Estats Pontificis                                      | 41 / 50                           |       | Italià. |
| 130  | 16 de desembre de 955 – 6 de desembre de 963 (8 anys, 356 dies) (3278) |        | Joan XII Papa IOANNES Duodecimus                            | Ottaviano di Tuscolo       | c. 930–37 Roma, Estats Pontificis                                   | 18–25 / 26–33                     |       | Italià. Tercer papa en no fer servir el seu nom personal, després de Joan II i Joan III. Deposat el 963 per l'emperador Otó; acabà amb el "Saeculum obscurum". |
| —    | 6 de desembre de 963 – 26 de febrer de 964 (0 anys, 82 dies) (82)      |        | Lleó VIII Antipapa LEO Octavus                              | Leone                      | c. 915 Roma, Estats Pontificis                                      | 48 / 49                           |       | Italià. Nomenat antipapa per l'emperador Otó el 963 en oposició als papes Joan XII i BenetV. Esdevingué el papa legitim després que Benet V fos deposat. |
| 130  | 26 de febrer de 964 – 14 de maig de 964 (0 anys, 78 dies) (78)         |        | Joan XII Papa IOANNES Duodecimus                            | Ottaviano di Tuscolo       | c. 937 Roma, Estats Pontificis                                      | 27 / 27                           |       | Italià. Assassinat el 964. |
| 131  | 22 de maig de 964 – 23 de juny de 964 (0 anys, 32 dies) (32)           |        | BenetV Papa BENEDICTVS Quintus                              | Benedetto                  | c. 915 Roma, Estats Pontificis                                      | 49 / 49 (†50)                     |       | Italià. Elegit pel poble de Roma, en oposició a l'antipapa Lleó VIII, que havia estat nomenat per l'emperador Otó; acceptà la seva pròpia deposició el 964, deixant a Lleó VIII com a l'únic papa. |
| 132  | 23 de juny de 964 – 1 de març de 965 (0 anys, 251 dies) (251)          |        | Lleó VIII Papa LEO Octavus                                  | Leone                      | c. 915 Roma, Estats Pontificis                                      | 49 / 50                           |       | Italià. Esdevingué el papa autèntic després que Benet V fos deposat, i després d'haver estat antipapa entre 963 i 964, en oposició als papes Joan XII i Benet V. Nomenat per l'emperador del Sacre Imperi Romanogermànic Otó I, el seu pontificat tingué lloc durant el període conegut com Saeculum obscurum. |
| 133  | 1 d'octubre de 965 – 6 September 972 (6 anys, 341 dies) (2532)         |        | Joan XIII Papa IOANNES Tertius Decimus                      | Giovanni Crescenzi         | c. 930 Roma, Estats Pontificis                                      | 45 / 52                           |       | Italià. Citat després de la seva mort com "el Bo". |
| 134  | 19 de gener de 973 – 8 de juny de 974 (1 any, 140 dies) (505)          |        | Benet VI Papa BENEDICTVS Sextus                             | Benedetto                  | c. 925 Roma, Estats Pontificis                                      | 48 / 49                           |       | Llombard. Deposat i assassinat. |
| —    | Juliol de 974 – juliol de 974 (0 anys, 30 dies) (30)                   |        | Bonifaci VII Antipapa BONFATIUS Septinus                    | Francone Ferucci           | Roma, Itàlia, Imperi romà                                           | —                                 |       | Italià. En oposició als papes Benet VI i Benet VII |
| 135  | Octubre de 974 – 10 de juliol de 983 (8 anys, 282 dies) (3204)         |        | Benet VII Papa BENEDICTVS Septimus                          | Benedetto di Spoleto       | c. 930 Roma, Estats Pontificis                                      | 44 / 53                           |       | Italià. |
| 136  | Desembre de 983 – 20 d'agost de 984 (0 anys, 263 dies) (263)           |        | Joan XIV Papa IOANNES Quartus Decimus                       | Pietro Canepanova          | c. 940 Pavia, regne d'Itàlia, Sacre Imperi Romanogermànic           | 43 / 44                           |       | Italià. Quart papa en no fer servir el seu nom personal, després de Joan II, Joan III i Joan XII. |
| —    | 20 d'agost de 984 – 20 de juliol de 985 (0 anys, 334 dies) (334)       |        | Bonifaci VII Antipapa BONFATIUS Septinus                    | Francone Ferucci           | Roma, Itàlia, Imperi romà                                           | —                                 |       | Italià. En oposició als papes Joan XIV i Joan XV |
| 137  | 20 d'agost de 985 – 1 d'abril de 996 (10 anys, 225 dies) (3877)        |        | Joan XV Papa IOANNES Quintus Decimus                        | Giovanni di Gallina Alba   | c. 950 Roma, Estats Pontificis                                      | 35 / 46                           |       | Italià. El primer papa que canonitzà formalment un sant. Darrer papa anomenat Joan que té el número de regnat correcte. |
| 138  | 3 de maig de 996 – 18 de febrer de 999 (2 anys, 291 dies) (1021)       |        | Gregori V Papa GREGORIVS Quintus                            | Bruno von Kärnten          | c. 972 Stainach, Ducat de Caríntia, Sacre Imperi Romanogermànic     | 24 / 27                           |       | El primer papa alemany i cinquè en no fer servir el seu nom personal. Posteriorment, aquesta decisió esdevingué tradicional entre el papes futurs. |
| —    | Abril de 997 – febrer de 998 (0 anys, 306 dies) (306)                  |        | Joan XVI Antipapa IOANNES Sextus Decimus                    | Iōánnēs Philágathos O.S.B. | c. 941 Rossanum, Calàbria, Itàlia, Imperi Romà d'Orient             | 55 / 56 (†60)                     |       | Grec. En oposició al Papa Gregori V |
| 139  | 2 d'abril de 999 – 12 de maig de 1003 (4 anys, 40 dies) (1500)         |        | Silvestre II Papa SILVESTER Secundus                        | Gerbert d'Aurillac O.S.B.  | c. 940–42 Belliac, França                                           | 52–54 / 56–58                     |       | El primer papa occità. |

### Segle XI
| núm. | Pontificat                                                              | Imatge | Nom                                                  | Nom de bateig                             | Lloc de naixement                                                            | Edat en iniciar / acabar el papat | Escut | Notes |
| ---- | ----------------------------------------------------------------------- | ------ | ---------------------------------------------------- | ----------------------------------------- | ---------------------------------------------------------------------------- | --------------------------------- | ----- | --- |
| 140  | 16 de maig de 1003 – 6 de novembre de 1003 (0 anys, 174 dies) (174)     |        | Joan XVII Papa IOANNES Septimus Decimus              | Siccone Secchi                            | c. 955 Roma, Estats Pontificis                                               | 48 / 48                           |       | Italià. De fet va ser el setzè papa anomenat Joan. |
| 141  | 25 de desembre de 1003 – 18 de juliol de 1009 (5 anys, 205 dies) (2032) |        | Joan XVIII Papa IOANNES Duodevicesimus               | Giovanni Fasano                           | c. 965 Rapagnano, Estats Pontificis                                          | 43 / 49                           |       | Italià. |
| 142  | 31 de juliol de 1009 – 12 de maig de 1012 (2 anys, 286 dies) (1016)     |        | Sergi IV Papa SERGIVS Quartus                        | Pietro Martino Boccadiporco O.S.B.        | c. 970 Roma, Estats Pontificis                                               | 39 / 42                           |       | Italià. |
| —    | 12 de juny de 1012 – 31 de desembre de 1012 (0 anys, 202 dies) (202)    |        | Gregori VI Antipapa GREGORIVS Sextus                 | Gregorio                                  | Roma, Estats Pontificis                                                      | —                                 |       | Italià. En oposició a Papa Benet VIII |
| 143  | 18 de maig de 1012 – 9 d'abril de 1024 (11 anys, 327 dies) (4344)       |        | Benet VIII Papa BENEDICTVS Octavus                   | Teofilatto di Tuscolo                     | c. 980 Roma, Estats Pontificis                                               | 32 / 44                           |       | Italià. |
| 144  | 14 de maig de 1024 – 6 d'octubre de 1032 (8 anys, 145 dies) (3067)      |        | Joan XIX Papa IOANNES Undevices- imus                | Romano di Tuscolo                         | c. 975 Roma, Estats Pontificis                                               | 49 / 57                           |       | Italià. Germà de Benet VIII. |
| 145  | 21 d'octubre de 1032 – 31 de desembre de 1044 (12 anys, 71 dies) (4454) |        | Benet IX Papa BENEDICTVS Nonus                       | Teofilatto di Tuscolo                     | Roma, Estats Pontificis                                                      | 20 / 32 (†43)                     |       | Italià; 1r Terme. |
| 146  | 13 de gener de 1045 – 10 de març de 1045 (0 anys, 56 dies) (56)         |        | Silvestre III Papa SILVESTER Tertius                 | Giovanni dei Crescenzi Ottaviani          | c. 1000 Roma, Estats Pontificis                                              | 45 / 45 (†63)                     |       | Italià. Es qüestiona la validesa de la seva elecció; considerat com un antipapa, va ser deposat al concili de Sutri. |
| 147  | 10 de març de 1045 – 1 de maig de 1045 (0 anys, 52 dies) (52)           |        | Benet IX Papa BENEDICTVS Nonus                       | Teofilatto di Tuscolo                     | Roma, Estats Pontificis                                                      | 33 / 33 (†43)                     |       | Italià. 2n termini; deposat al Concili de Sutri. |
| 148  | 5 de maig de 1045 – 20 de desembre de 1046 (1 any, 229 dies) (594)      |        | Gregori VI Papa GREGORIVS Sextus                     | Giovanni Graziano Pierleoni               | c. 1000 Roma, Estats Pontificis                                              | 45 / 46 (†48)                     |       | Italià. Deposat al Concili de Sutri. |
| 149  | 24 de desembre de 1046 – 9 d'octubre de 1047 (0 anys, 289 dies) (289)   |        | Climent II Papa CLEMENS Secundus                     | Suidger von Morsleben-Hornburg            | c. 967 Hornburg, Ducat de Saxònia, Sacre Imperi Romanogermànic               | 79 / 80                           |       | Alemany. Nomenat per Enric III al concili de Sutri; coronà Enric III com a emperador. |
| 150  | 8 de novembre de 1047 – 17 de juliol de 1048 (0 anys, 252 dies) (252)   |        | Benet IX Papa BENEDICTVS Nonus                       | Teofilatto di Tuscolo                     | 1012 Roma, Estats Pontificis                                                 | 35 / 36 (†43)                     |       | Italià. 3r termini; deposat i excomunicat. |
| 151  | 16 de juliol de 1048 – 9 d'agost de 1048 (0 anys, 24 dies) (24)         |        | Damas II Papa DAMASVS Secundus                       | Poppo de Curagnoni                        | c. 1000 Pildenau, Ducat de Baviera, Sacre Imperi Romanogermànic              | 48 / 48                           |       | Alemany. |
| 152  | 12 de febrer de 1049 – 19 d'abril de 1054 (5 anys, 66 dies) (1892)      |        | St Lleó IX Papa LEO Nonus                            | Bruno von Egisheim-Dagsburg               | 21 de juliol de 1002 Eguisheim, Ducat de Suàbia, Sacre Imperi Romanogermànic | 47 / 51                           |       | Alemany. El 1054 tingué lloc l'excomunió mútua de Lleó IX i del Patriarca de Constantinoble Miquel I Cerulari, començant el Gran Cisma d'Orient. Les titzacions van ser aixecades pel Papa Pau VI i pel Patriarca Antenàgores I el 1965. |
| 153  | 13 d'abril de 1055 – 28 de juliol de 1057 (2 anys, 106 dies) (837)      |        | Víctor II Papa VICTOR Secundus                       | Gebhard II von Calw-Dollnstein-Hirschberg | c. 1018 Ducat de Swabia, Sacre Imperi Romanogermànic                         | 37 / 39                           |       | Alemany. |
| 154  | 2 d'agost de 1057 – 29 de març de 1058 (0 anys, 239 dies) (239)         |        | Esteve IX (Stephen X) Papa STEPHANVS Nonus (Decimus) | Frederich, Herzog von Lothringen O.S.B.   | c. 1020 Ducat de Lorena, Sacre Imperi Romanogermànic                         | 37 / 38                           |       | Alemany. En ocasions anomenat Esteve X. Membre de l'orde de Sant Benet. |
| —    | 4 d'abril de 1058 – 24 de gener de 1059 (0 anys, 295 dies) (295)        |        | Benet X Antipapa BENEDICTVS Decimus                  | Giovanni Mincio di Tuscolo                | Roma, Estats Pontificis                                                      | —                                 |       | Italià. En oposició a Nicolau II, |
| 155  | 6 de desembre de 1058 – 27 de juliol de 1061 (2 anys, 233 dies) (964)   |        | Nicolau II Papa NICOLAVS Secundus                    | Gerald de Bourgogne                       | c. 980 Château de Chevron, Comtat de Savoia, Sacre Imperi Romanogermànic     | 78 / 81                           |       | Francès. El 1059 el Col·legi de Cardenals va ser designat com l'únic cos d'electors papals al document In nomine Domini. (Conclave papal).                                                                                               |
| —    | 30 de setembre de 1061 – 1072 (10 anys, 185 dies) (3837)                |        | Honori II Antipapa HONORIVS Secundus                 | Pietro Candalus                           | 1010 Verona, Sacre Imperi Romanogermànic                                     | 61 / 72                           |       | Italià. En oposició a Alexandre II |
| 156  | 30 de setembre de 1061 – 21 d'abril de 1073 (11 anys, 203 dies) (4221)  |        | Alexandre II Papa ALEXANDER Secundus                 | Anselmo da Baggio                         | c. 1018 Baggio, Milà, Sacre Imperi Romanogermànic                            | 46 / 58                           |       | Italià. Autoritzà la conquesta normanda d'Anglaterra el 1066. |
| 157  | 22 d'abril de 1073 – 25 de maig de 1085 (12 anys, 33 dies) (4416)       |        | Gregori VII Papa GREGORIVS Septimus                  | Ildebrando Aldobrandeschi di Soana O.S.B. | c. 1015 Sovana, Marca de Toscana, Sacre Imperi Romanogermànic                | 48 / 60                           |       | Llombard. Inicià la Reforma Gregoriana. Restringí l'ús del títol de "Papa" al bisbe de Roma. Membre de l'orde de Sant Benet. Mantingué una lluita política amb l'emperador Enric IV, qui hagué d'anar a Canossa (1077).                  |
| —    | 25 de juny de 1080 – 8 de setembre de 1100 (20 anys, 75 dies) (7379)    |        | Climent III Antipapa CLEMENS Tertius                 | Pietro Cadnalus                           | 1010 Verona, Sacre Imperi Romanogermànic                                     | 61 / 72                           |       | Italià. En oposició a Gregori VII, Víctor III, Urbà II i Pasqual II. |
| 158  | 24 de maig de 1086 – 16 de setembre de 1087 (1 any, 115 dies) (480)     |        | Bt. Victor III Papa VICTOR Tertius                   | Dauferio Epifani Del Zotto O.S.B.         | c. 1026 Benevento, Ducat de Benevento                                        | 60 / 61                           |       | Llombard. Membre de l'orde de Sant Benet. Convocà el Sínode de Benevent (1087) condemnant les investidures dels laics. |
| 159  | 12 de març de 1088 – 29 de juliol de 1099 (11 anys, 139 dies) (4156)    |        | Bt. Urbà II Papa VRBANVS Secundus                    | Odon de Lagery O.S.B.                     | c. 1042 Châtillon-sur-Marne, Comtat de Champagne, França                     | 46 / 57                           |       | Francès. Predicà i començà la Primera Croada. Membre de l'orde de Sant Benet. |
| 160  | 13 d'agost de 1099 – 21 de gener de 1118 (18 anys, 161 dies) (6735)     |        | Pasqual II Papa PASCHALIS Secundus                   | Rainero Ranieri O.S.B.                    | c. 1050 Bleda, Marca de Toscana, Sacre Imperi Romanogermànic                 | 49 / 68                           |       | Llombard. Membre de l'orde de Sant Benet. Ordenà la construcció de la basilica dels Santi Quattro Coronati. |
| —    | 8 de setembre de 1100 – de gener de 1101 (0 anys, 115 dies) (115)       |        | Teodoric Antipapa THEODORICVS                        | Teodorico                                 | c. 1030 Roma, Estats Pontificis                                              | 70 / 71                           |       | Llombard. En oposició a Pasqual II |

### Segle XII
| núm. | Pontificat                                                               | Imatge | Nom                                        | Nom de bateig                                   | Lloc de naixement                                            | Edat en iniciar / acabar el papat | Escut | Notes |
| ---- | ------------------------------------------------------------------------ | ------ | ------------------------------------------ | ----------------------------------------------- | ------------------------------------------------------------ | --------------------------------- | ----- | --- |
| —    | Gener de 1101 – febrer de 1102 (1 any, 31 dies) (396)                    |        | Adalbert Antipapa ADALBERTVS               | Adalberto O.S.B.                                | Roma, Estats Pontificis                                      | —                                 |       | Llombard. En oposició a Pasqual II |
| —    | 8 de novembre de 1105 – 11 d'abril de 1111 (5 anys, 154 dies) (1980)     |        | Silvestre IV Antipapa SILVESTER Quartus    | Maguinulf                                       | 1050 Roma, Estats Pontificis                                 | 49 / 55 (†56)                     |       | Alemany. En oposició a Pasqual II |
| 161  | 24 de gener de 1118 – 29 de gener de 1119 (1 any, 5 dies) (370)          |        | Gelasi II Papa GELASIVS Secundus           | Giovanni Caetani O.S.B.                         | c. 1061 Gaeta, Ducat de Gaeta                                | 57 / 58                           |       | Italià. |
| —    | 10 de març de 1118 – 20 d'abril de 1121 (3 anys, 41 dies) (1980)         |        | Gregori VIII Antipapa GREGORIVS Octavus    | Maurice Baurdain                                | c. 1060 Llemosí, Occitània, França                           | 58 / 61 (†77)                     |       | Francès (Occità). En oposició als papes Gelasi II i Calixt II |
| 162  | 2 de febrer de 1119 – 13 de desembre de 1124 (5 anys, 315 dies) (2141)   |        | Calixt II Papa CALLISTVS Secundus          | Guy de Bourgogne, Comte de Bourgogne            | c. 1060 Quingey, Franc-Comtat                                | 59 / 64                           |       | Francès. Inaugurà el Primer Concili del Laterà el 1123. |
| —    | 16 de desembre de 1124– 16 de desembre de 1124 (0 anys, 0 dies) (0)      |        | Celestí II Antipapa COELESTINVS Secundus   | Teobaldo Boccapecora                            | 1050 Roma, Estats Pontificis                                 | 74 / 74 (†76)                     |       | Francès. En oposició a Papa Honori II |
| 163  | 21 de desembre de 1124 – 13 de febrer de 1130 (5 anys, 54 dies) (1880)   |        | Honori II Papa HONORIVS Secundus           | Lamberto Scannabecchi da Fiagnano Can. Reg.     | 9 de febrer de 1060 Fiagnano, Romagna, Sacre Imperi          | 64 / 70                           |       | Italià. Canonge Regular of S. Maria di San Reno. Aprovà el nou orde militar dels Cavallers Templers el 1128. |
| 164  | 14 de febrer de 1130 – 24 de setembre de 1143 (13 anys, 222 dies) (4970) |        | Innocenci II Papa INNOCENTIVS Secundus     | Gregorio Papareschi Can. Reg.                   | c. 1082 Roma, Estats Pontificis                              | 48 / 61                           |       | Italià. Canonge Regular del Laterà; convocà el Segon Concili del Laterà, 1139. |
| —    | 14 de febrer de 1130 – 25 de gener de 1138 (7 anys, 345 dies) (2902)     |        | Anaclet II Antipapa ANACLETUS Secundus     | Pietro Pierleoni O.S.B.                         | 1090 Roma, Estats Pontificis                                 | 40 / 48                           |       | Italià. En oposició a Papa Innocenci II |
| —    | 23 de març de 1138 – 25 de març de 1138 (0 anys, 2 dies) (2)             |        | Víctor IV Antipapa VICTOR Quartus          | Gregorio Conti                                  | Roma, Estats Pontificis                                      | —                                 |       | Italià. En oposició a Papa Innocenci II |
| 165  | 26 de setembre de 1143 – 8 de març de 1144 (0 anys, 164 dies) (164)      |        | Celestí II Papa COELESTINVS Secundus       | Guido Guelfuccio de Castello                    | c. 1085 Città di Castello, Estats Pontificis                 | 58 / 59                           |       | Italià. |
| 166  | 12 de març de 1144 – 15 de febrer de 1145 (0 anys, 340 dies) (340)       |        | Luci II Papa LUCIVS Secundus               | Gherardo Caccianemici dall'Orso Can. Reg.       | c. 1079 Bolonya, Sacre Imperi Romanogermànic                 | 65 / 66                           |       | Italià. Canonge Regular de S. Frediano di Lucca. |
| 167  | 15 de febrer de 1145 – 8 de juliol de 1153 (8 anys, 143 dies) (3065)     |        | Bt. Eugeni III Papa EVGENIVS Tertius       | Pietro dei Paganelli di Montemagno O.Cist.      | c. 1080, Montemagno (Piemont), República de Pisa             | 44 / 52                           |       | Italià. Membre de l'orde del Cister. Anuncià la Segona Croada. |
| 168  | 12 de juliol de 1153 – 3 de desembre de 1154 (1 any, 144 dies) (509)     |        | Anastasi IV Papa ANASTASIVS Quartus        | Corrado Demitri della Suburra                   | c. 1073 Roma, Estats Pontificis                              | 80 / 81                           |       | Italià. |
| 169  | 4 de desembre de 1154 – 1 de setembre de 1159 (4 anys, 271 dies) (1732)  |        | Adrià IV Papa HADRIANVS Quartus            | Nicholas Breakspear Can.Reg.                    | c. 1100 Abbots Langley, Hertfordshire, Regne d'Anglaterra    | 54 / 59                           |       | L'únic papa anglès (anglo-saxó); garantí Irlanda a Enric II, rei d'Anglaterra. Canonge regular del monestir de St. Rufus |
| 170  | 7 de setembre de 1159 – 30 d'agost de 1181 (21 anys, 357 dies) (8028)    |        | Alexandre III Papa ALEXANDER Tertius       | Rolando Bandinelli                              | c. 1100 Siena, República de Siena                            | 59 / 81                           |       | Italià. Convocà el Tercer Concili del Laterà, 1179. |
| —    | 7 de setembre de 1159 – 20 d'abril de 1164 (4 anys, 226 dies) (1687)     |        | Víctor IV Antipapa VICTOR Quartus          | Ottaviano dei Crescenzi Ottaviani di Monticelli | 1095 Roma, Estats Pontificis                                 | 64 / 69                           |       | Italià. En oposició a Papa Alexandre III. |
| —    | 28 d'abril de 1164 – 22 de setembre de 1168 (4 anys, 147 dies) (1608)    |        | Pasqual III Antipapa PASCALIS Tertius      | Guido di Crema                                  | 1110 Roma, Estats Pontificis                                 | 54 / 58                           |       | Italià. En oposició a Papa Alexandre III. |
| —    | 30 de setembre de 1168 – 29 d'agost de 1178 (9 anys, 333 dies) (3620)    |        | Calixt III Antipapa CALLIXTVS Tertius      | Giovanni di Struma O.S.B.                       | 1090 Roma, Estats Pontificis                                 | 78 / 88                           |       | Italià. En oposició a Papa Alexandre III. |
| —    | 29 de setembre de 1179 – de gener de 1180 (0 anys, 124 dies) (124)       |        | Innocenci III Antipapa INNOCENTIVS Tertius | Lando di Sezze (o bé Lanzo)                     | 1120 Sezze, Estats Pontificis                                | 59 / 60 (†63)                     |       | Italià. En oposició a Papa Alexandre III. |
| 171  | 1 de setembre de 1181 – 25 de novembre de 1185 (4 anys, 85 dies) (1546)  |        | Luci III Papa LUCIVS Tertius               | Ubaldo Allucignoli                              | c. 1097 Lucca, Marca de Toscana, Sacre Imperi Romanogermànic | 84 / 88                           |       | Italià. |
| 172  | 25 de novembre de 1185 – 20 d'octubre de 1187 (1 any, 329 dies) (694)    |        | Urbà III Papa VRBANVS Tertius              | Uberto Crivelli                                 | c. 1120 Cuggiono, Sacre Imperi Romanogermànic                | 67 / 67                           |       | Italià. |
| 173  | 21 d'octubre de 1187 – 17 de desembre de 1187 (0 anys, 57 dies) (57)     |        | Gregori VIII Papa GREGORIVS Octavus        | Alberto de Morra Can. Reg.                      | c. 1100 Benevento, Estats Pontificis                         | 87 / 87                           |       | Italià. Canonge Regular Premostratenc. Proposà la Tercera Croada. |
| 174  | 19 de desembre de 1187 – 20 de març de 1191 (3 anys, 91 dies) (1187)     |        | Climent III Papa CLEMENS Tertius           | Paolo Scolari                                   | c. 1130 Roma, Estats Pontificis                              | 57 / 61                           |       | Italià. |
| 175  | 30 de març de 1191 – 8 de gener de 1198 (6 anys, 284 dies) (2476)        |        | Celestí III Papa COELESTINVS Tertius       | Giacinto Bobone Orsini                          | c. 1106 Roma, Estats Pontificis                              | 85 / 92                           |       | Motto: Perfice gressus meos in semitis tuis ("Seguint les teves passes ") Italià. Confirmà els estatus dels cavallers teutònics com a orde militar |
| 176  | 8 de gener de 1198 – 16 de juliol de 1216 (18 anys, 190 dies) (6764)     |        | Innocenci III Papa INNOCENTIVS Tertius     | Lotario dei Conti di Segni                      | 1161 Gavignano, Estats Pontificis                            | 37 / 55                           |       | Italià. Convocà el Quart Concili del Laterà (1215). Inicià la Quarta Croada, però després es distancià d'ella i amenaçà els participants amb l'excomunió quan esdevingué clar que el lideratge havia abandonat l'objectiu de conquesta de Terra Santa i en canvi volia saquejar citats cristianes. Avalà l'orde de Frares Menors. |

### Segle XIII
| núm. | Pontificat                                                               | Imatge | Nom                                      | Nom de bateig                                           | Lloc de naixement                                                | Edat en iniciar / acabar el papat | Escut | Notes |
| ---- | ------------------------------------------------------------------------ | ------ | ---------------------------------------- | ------------------------------------------------------- | ---------------------------------------------------------------- | --------------------------------- | ----- | --- |
| 177  | 18 de juliol de 1216 – 18 de març de 1227 (10 anys, 243 dies) (3895)     |        | Honori III Papa HONORIVS Tertius         | Cencio Savelli                                          | c. 1148–50 Roma, Estats Pontificis                               | 66–68 / 77–79                     |       | Italià. Inicià la Cinquena Croada. Aprovà diversos ordes religiosos. |
| 178  | 19 de març de 1227 – 22 d'agost de 1241 (14 anys, 156 dies) (5270)       |        | Gregori IX Papa GREGORIVS Nonus          | Ugolino dei Conti di Segni, O.F.S                       | c. 1145–70 Anagni, Estats Pontificis                             | 57–82 / 71–96                     |       | Italià. Canonitzà Elisabet d'Hongria (1235). Inicià la Inquisicó a França i donà suport a les Croades Bàltiques. |
| 179  | 25 d'octubre de 1241 – 10 de novembre de 1241 (0 anys, 16 dies) (16)     |        | Celestí IV Papa COELESTINVS Quartus      | Goffredo Castiglioni                                    | c. 1180–87 Milà, Itàlia, Sacre Imperi Romanogermànic             | 54–61 / 54–61                     |       | Italià. Morí sense ser coronat. |
| 180  | 25 de juny de 1243 – 7 de desembre de 1254 (11 anys, 165 dies) (4183)    |        | Innocenci IV Papa INNOCENTIVS Quartus    | Sinibaldo Fieschi                                       | c. 1195 Gènova, República de Gènova, Sacre Imperi Romanogermànic | 48 / 60                           |       | Italià. Convocà el Primer Concili de Lió (1245). Publicà la butlla Ad extirpanda que permetia l'ús de la tortura amb els heretges (1252). |
| 181  | 12 de desembre de 1254 – 25 de maig de 1261 (6 anys, 164 dies) (2356)    |        | Alexandre IV Papa ALEXANDER Quartus      | Rinaldo dei Conti di Jenne                              | c. 1199, Jenne, Estats Pontificis                                | 55 / 62                           |       | Italià. Establí la Inquisició a França. |
| 182  | 29 d'agost de 1261 – 2 d'octubre de 1264 (3 anys, 34 dies) (1130)        |        | Urbà IV Papa VRBANVS Quartus             | Jacques Pantaléon                                       | c. 1195 Troyes, Comtat de Champagne, França                      | 66 / 69                           |       | Francès. Instituí la festa del Corpus Christi (1264). |
| 183  | 5 de febrer de 1265 – 29 de novembre de 1268 (3 anys, 298 dies) (1393)   |        | Climent IV Papa CLEMENS Quartus          | Gui Faucoi                                              | 23 de novembre de 1190 Saint-Gilles, Languedoc, França           | 62 / 66                           |       | Francès. |
|      | 29 de novembre de 1268 – 1 de setembre de 1271 (2 anys, 276 dies) (1006) |        | Interregnum                              |                                                         |                                                                  |                                   |       | El conclave va durar gairebé tres anys sense que hi hagués un papa electe. Vas ser degut a que els cardenals arribaren a un punt mort sense elegir cap papa. |
| 184  | 1 de setembre de 1271 – 10 de gener de 1276 (4 anys, 131 dies) (1592)    |        | Bt. Gregori X Papa GREGORIVS Decimus     | Tebaldo Visconti, O.F.S                                 | c. 1210 Piacenza, Itàlia, Sacre Imperi Romanogermànic            | 51 / 66                           |       | Italià. Convocà el Segon Concili de Lió (1274). Responsable de les normes de tots els conclaves papals fins al segle xx. |
| 185  | 21 de gener de 1276 – 22 de juny de 1276 (0 anys, 153 dies) (153)        |        | Bt. Innocenci V Papa INNOCENTIVS Quintus | Pierre de Tarentaise, O.P.                              | c. 1224/5 Comtat de Savoia, Sacre Imperi Romanogermànic          | 52 / 52                           |       | Francès. Membre de l'orde de Predicadors. |
| 186J | 11 de juliol de 1276 – 18 d'agost de 1276 (0 anys, 38 dies) (38)         |        | Adrià V Papa HADRIANVS Quintus           | Ottobuono Fieschi                                       | c. 1216 Gènova, República de Gènova, Sacre Imperi Romanogermànic | 60 / 60                           |       | Italià. Anulà la butlla de Gregori X sobre les regulacions dels conclaves. |
| 187  | 8 de setembre de 1276 – 20 de maig de 1277 (0 anys, 254 dies) (254)      |        | Joan XXI Papa IOANNES Vicesimus Primus   | Pedro Julião (a.k.a. Petrus Hispanus and Pedro Hispano) | c. 1215 Lisboa, Portugal                                         | 60 / 70                           |       | Portuguès. A causa d'una confusió en la numeració de papes anomenats Joan al segle xiii, no hi ha un Joan XX. Mai no ha existit, perquè el vintè papa d'aquest nom, decidí anomenar-se Joan XXI. Va voler corregir el que en el seu temps es creía que havia un error en el compte dels seus predecessors Joan XV a XIX. |
| 188  | 25 de novembre de 1277 – 22 d'agost de 1280 (2 anys, 271 dies) (1001)    |        | Nicolau III Papa NICOLAVS Tertius        | Giovanni Gaetano Orsini                                 | c. 1216 Roma, Estats Pontificis                                  | 61 / 64                           |       | Italià. Planejà les Vespres Sicilianes. |
| 189  | 22 de febrer de 1281 – 28 de març de 1285 (4 anys, 34 dies) (1495)       |        | Martí IV Papa MARTINVS Quartus           | Simon de Brion                                          | c. 1210 Meinpicien, Touraine, França                             | 71 / 75                           |       | Francès. |
| 190  | 2 d'abril de 1285 – 3 d'abril de 1287 (2 anys, 1 dia) (731)              |        | Honori IV Papa HONORIVS Quartus          | Giacomo Savelli                                         | c. 1210 Roma, Estats Pontificis                                  | 75 / 77                           |       | Italià. |
| 191  | 22 de febrer de 1288 – 4 d'abril de 1292 (4 anys, 42 dies) (1503)        |        | Nicolau IV Papa NICOLAVS Quartus         | Girolamo Masci, O.F.M.                                  | 30 de setembre de 1227 Lisciano, Estats Pontificis               | 60 / 64                           |       | Italià. Membre de l'orde dels Franciscans. |
|      | 4 d'abril de 1292 – 5 de juliol de 1294 (2 anys, 92 dies) (822)          |        | Interregnum                              |                                                         |                                                                  |                                   |       | El conclave va durar dos anys sense que hi hagués un papa electe. Vas ser degut a que els cardenals arribaren a un punt mort sense elegir cap papa. |
| 192  | 5 de juliol de 1294 – 13 de desembre de 1294 (0 anys, 161 dies) (161)    |        | St Celestí V Papa COELESTINVS Quintus    | Pietro Angelerio, O.S.B.                                | c. 1207–09 Sant'Angelo Limosano, Regne de Sicília                | 85–87 / 85–87 (†87–89)            |       | Italià. Un dels pocs papes que han abdicat voluntàriament. Membre de l'orde de Sant Benet. Fundà els celestins. Dimití del càrrec i es rumoreja que va ser assassinat a la presó per Bonifaci VIII. |
| 193  | 24 de desembre de 1294 – 11 d'octubre de 1303 (8 anys, 291 dies) (3212)  |        | Bonifaci VIII Papa BONIFATIVS Octavus    | Benedetto Caetani                                       | c. 1230–36 Anagni, Estats Pontificis                             | 59–64 / 68–73                     |       | Italià. Formalitzà el Jubileu del 1300. Publicà Unam Sanctam (1302) que proclamava la supremacia papal, portant-la fins al seu extem historic. |

### Segle XIV
| núm. | Pontificat                                                                      | Imatge | Nom                                            | Nom de bateig                             | Lloc de naixement                               | Edat en iniciar / acabar el papat | Escut | Notes |
| ---- | ------------------------------------------------------------------------------- | ------ | ---------------------------------------------- | ----------------------------------------- | ----------------------------------------------- | --------------------------------- | ----- | --- |
| 194  | 22 d'octubre de 1303 – 7 de juliol de 1304 (0 anys, 259 dies) (259)             |        | Bt. Benet XI Papa BENEDICTVS Undecimus         | Niccolò Boccasini, O.P.                   | c. 1240 Treviso, Estats Pontificis              | 63 / 64                           |       | Lema: Illustra faciem Tuam super servum Tuum ("Que la Teva Faç brilli sobre el teu servent ") Italià. Membre de l'orde de Predicadors. Revertí la Unam Sanctam de Boniface VIII.                                                    |
| 195  | 5 de juny de 1305 – 20 d'abril de 1314 (8 anys, 319 dies) (3241)                |        | Climent V Papa CLEMENS Quintus                 | Raymond Bertrand de Gouth/ de Goth/de Got | c. 1264 Villandraut, Gasconya, França           | 41 / 50                           |       | Francès. Papa d'Avinyó. Va convocar el Concili de Viena (1311–1312). Inicià la persecució dels cavallers templers mitjançant la butlla Pastoralis Praeeminentiae sota la pressió del rei Felip IV de França.                        |
|      | 20 d'abril de 1314 – 7 d'agost de 1316 (2 anys, 79 dies) (810)                  |        | Interregnum                                    |                                           |                                                 |                                   |       | El conclave va durar dos anys sense que hi hagués un papa electe. Vas ser degut a que els cardenals arribaren a un punt mort sense elegir cap papa.                                                                                 |
| 196  | 7 d'agost de 1316 – 4 de desembre de 1334 (18 anys, 119 dies) (6693)            |        | Joan XXII Papa IOANNES Vicesimus Secundus      | Jacques d'Euse; Jacques Duèse             | c. 1244–49 Cahors, Quercy, França               | 67–72 / 85–90                     |       | Francès. Papa d'Avinyó. Controvertit per les seves visions sobre la Visió beatífica. |
| —    | 12 de maig de 1328– 25 de juliol de 1330 (2 anys, 74 dies) (804)                |        | Nicolau V Antipapa NICOLAVS Quintus            | Pietro Rainalducci, O.F.M.                | 1260 Corvaro, Estats Pontificis                 | 68 / 70 (†73)                     |       | Italià. En oposició a Joan XXII. |
| 197  | 20 de desembre de 1334 – 25 d'abril de 1342 (7 anys, 126 dies) (2683)           |        | Benet XII Papa BENEDICTVS Duodecimus           | Jacques Fournier, O.Cist.                 | c. 1280–85 Saverdun, Comtat de Foix, França     | 49–54 / 57–62                     |       | Francès. Papa d'Avinyó. Membre de l'orde del Cister. Conegut per publicar la constitució apostòlica Benedictus Deus (1336). |
| 198  | 7 de maig de 1342 – 6 de desembre de 1352 (10 anys, 213 dies) (3866)            |        | Climent VI Papa CLEMENS Sextus                 | Pierre Roger, O.S.B.                      | c. 1291 Maumont, Limousin, França               | 51 / 61                           |       | Francès. Papa d'Avinyó. Regnà durant la Pesta Negra i va absoldre dels seus pecats aquells que n'havien mort. |
| 199  | 18 de desembre de 1352 – 12 de setembre de 1362 (9 anys, 268 dies) (3555)       |        | Innocenci VI Papa INNOCENTIVS Sextus           | Étienne Aubert                            | c. 1282 Les Monts, Limousin, França             | 70 / 80                           |       | Francès. Papa d'Avinyó. Amb els seus esforços es va dur a terme el tractat de Brétigny (1360). |
| 200  | 28 de setembre de 1362 – 19 de desembre de 1370 (8 anys, 82 dies) (3004)        |        | Bl. Urbà V Papa VRBANVS Quintus                | Guillaume (de) Grimoard, O.S.B.           | c. 1309–10 Grizac, Languedoc, França            | 52–53 / 60–61                     |       | Francès. Papa d'Avinyó. Membre de orde de Sant Benet. Realitzà reformes en el camp de l'educació i envià moviments missioners per Europa i Àsia. Durant el seu pontificat tingueren lloc les creuades d'Alexandria i dels Savoiana. |
| 201  | 30 de desembre de 1370 – 27 de març de 1378 (7 anys, 87 dies)8 (2644)           |        | Gregori XI Papa GREGORIVS Undecimus            | Pierre Roger de Beaufort                  | c. 1329 Maumont, Limousin, França               | 41 / 49                           |       | Francès. Papa d'Avinyó; tornà a Roma. Va ser el darrer papa francès. |
| 202  | 8 d'abril de 1378 – 15 d'octubre de 1389 (11 anys, 190 dies) (4208)             |        | Urbà VI Papa VRBANVS Sextus                    | Bartolomeo Prignano                       | c. 1318 Nàpols, Regne de Nàpols                 | 60 / 71                           |       | Italià. Cisma d'Occident. Darrer pontifex en ser elegit fora del Col·legi de Cardenals. |
| –    | 20 de setembre de 1378 – 16 de setembre de 1394 (15 anys, 353 dies) (5832 days) |        | Climent VII Antipapa CLEMENS Septinus          | Robert of Geneva                          | 1342 Chateau d'Annecy, Comtat de Savoia, H.R.E. | 36 / 52                           |       | Francès. En oposició als papes Urbà VI 1378–89) i Bonifaci IX (1389–1404). |
| –    | 28 de setembre de 1394 – 23 de maig de 1423 (28 anys, 237 dies) (10463 days)    |        | Benet XIII Antipapa BENEDICTUS Quartus Decimus | Pedro Martínez de Luna y Pérez de Gotor   | 1328 o 1342 Illueca, Aragó                      | 66 o 52/ 94 o 80                  |       | Aragonès. En oposició als papes Bonifaci IX (1389–1404), Innocenci VII (1404–06), Gregori XII (1406–15) i Martí V (1417–31). I dels antipapes pisans Alexandre V (1409–10) i Joan XXIII (1410–15)                                   |
| 203  | 2 de novembre de 1389 – 1 Oct 1404 (14 anys, 334 dies) (5446)                   |        | Bonifaci IX Papa BONIFATIUS Nonus              | Pietro Tomacelli Cybo                     | c. 1348/50 Nàpols, Regne de Nàpols              | 33 (35) / 48 (50)                 |       | Italià. Cisma d'Occident. |

### Segle XV
| núm. | Pontificat                                                                | Imatge | Nom                                           | Nom de bateig                  | Lloc de naixement                                      | Edat en iniciar / acabar el papat | Escut | Notes |
| ---- | ------------------------------------------------------------------------- | ------ | --------------------------------------------- | ------------------------------ | ------------------------------------------------------ | --------------------------------- | ----- | --- |
| 204  | 17 d'octubre de 1404 – 6 Nov 1406 (2 anys, 20 dies) (750)                 |        | Innocenci VII Papa INNOCENTIUS Septimus       | Cosimo Gentile Migliorati      | 1336/39 Sulmona, Regne de Nàpols                       | 65 (68) / 67 (71)[B]              |       | Italià. Cisma d'Occident. |
| 205  | 30 de novembre de 1406 – 4 de juliol de 1415 (8 anys, 216 dies) (3138)    |        | Gregori XII Papa Gregorius Duodecimus         | Angelo Correr                  | 14 May 1324 Venècia, República de Venècia              | 82 / 91 (†91)                     |       | Italià. Cisma d'Occident. Darrer papa en abdicar durant el segon mil·lenni. Morí el 18 d'octubre de 1417. |
| –    | 30 de juny de 1409 – 3 de maig de 1410 (0 anys, 307 dies) (307)           |        | Alexandre V Antipapa Alexander Quintus        | Pétros Philárgos, O.F.M.       | 1339 Candia Lomellina, Llombardia, Ducat de Milà       | 70 / 71                           |       | Grec. Cisma d'Occident; En oposició a al Papa Gregori XII. Va ser considerat un papa legítim fins al 1963 i va ser comptat com a tal fins llavors |
| –    | 25 de maig de 1410 – 30 de maig de 1415 (5 anys, 5 dies) (1831)           |        | Joan XXIII Antipapa Ioannes Vicesimus Tertius | Baldassarre Cossa              | 1365 Procida, Nàpols                                   | 45 / 50 (†54)                     |       | Italià. Cisma d'Occident; En oposició al Papa Gregori XII. Abdicà, sent posteriorment el degà del Col·legi de Cardenals el 1417. Va ser considerat un papa legítim fins al 1963. Convocà el Concili de Constança |
| –    | 4 de juliol de 1415 – 11 de novembre de 1417 (2 anys, 136 dies) (867days) |        | Interregnum                                   |                                |                                                        |                                   |       | Un període de dos anys sense que hi hagués un papa vàlidament elegit. El Concili de Constança exerci el poder papal col·lectivament fins que tots els Papes moriren. |
| 206  | 11 de novembre de 1417 – 20 Feb 1431 (13 anys, 101 dies) (4849)           |        | Martí V Papa MARTINUS Quintus                 | Oddone Colonna, O.F.S          | Jan/Feb 1369 Genazzano, Estats Pontificis              | 48 / 62                           |       | Italià. Convocà el Concili de Basilea (1431). Inicià les Guerres Hussites. |
| –    | 12 de novembre de 1425 – 26 de juliol de 1429 (6 anys, 49 dies) (2241)    |        | Climent VIII Antipapa Clemens Octavus         | Gil Sánchez Muñoz y Carbón     | 1369 Terol, Aragó                                      | 54 / 60 (†77)                     |       | Italià. Cisma d'Occident; En oposició a Martí V |
|      | 5 de novembre de 1439 – 7 d'abril de 1449 (9 anys, 153 dies) (3441)       |        | Fèlix V Antipapa Felix Quintus                | Amadeu VIII de Savoia          | 4 de setembre de 1383 Chambéry, França                 | 56 / 65 (†67)                     |       | Francès. En oposició a Martí V i Eugeni IV' |
| 207  | 3 de març de 1431 – 23 Feb 1447 (15 anys, 357 dies) (5836)                |        | Eugeni IV Papa EUGENIUS Quartus               | Gabriele Condulmer, O.S.A.     | 1383 Venècia, República de Venècia                     | 47 / 63[B]                        |       | Italià. Membre de l'orde augustinià. Nebot de Gregori XII. Corona Segimon com a emperador a Roma el 1433. Traslladà el Concili Basilea a Ferrata, i després a Florència, a causa de la pesta bubònica. |
| 208  | 6 de març de 1447 – 24 de març de 1455 (8 anys, 18 dies) (2940)           |        | Nicolau V Papa NICOLAUS Quintus               | Tommaso Parentucelli, O.P.     | 13 de novembre de 1397 Sarzana, República de Gènova    | 49 / 57                           |       | Italià. Membre de l'orde de Predicadors. Celebrà el Jubileu de 1450. Coronà Frederic III emperador a Roma (1452). Publicà la butlla Dum Diversas permetent els portuguesos el dret de conquerir i subjugar sarraïns i pagans (1542). Creà una biblioteca al Vaticà que esdevindria la Bibliotheca Apostolica Vaticana |
| 209  | 8 d'abril de 1455 – 6 Aug 1458 (3 anys, 120 dies) (1216)                  |        | Calixt III Papa CALLISTUS Tertius             | Alfons de Borja                | 31 de desembre de 1378 Xàtiva, Regne de València       | 76 / 79                           |       | Primer papa valencià. Ordenà que la Festa de la Transfiguració se celebrés el 6 d'agost. Ordenà una investigació sobre el procés de Joana d'Arc, en la qual seria rehabilitada. |
| 210  | 19 d'agost de 1458 – 15 Aug 1464 (5 anys, 362 dies) (2188)                |        | Pius II Papa PIUS Secundus                    | Enea Silvio Piccolomini        | 18 d'octubre de 1405 Corsignano, República de Siena    | 52 / 58                           |       | Italià. Mostrà un gran interès en la planificació urbanística. Fundà Pienza, prop de Siena, com a ciutat ideal el 1462. Conegut per la seva tasca als Commentaries. |
| 211  | 30 d'agost de 1464 – 26 de juliol de 1471 (6 anys, 330 dies) (2521)       |        | Pau II Papa PAULUS Secundus                   | Pietro Barbo                   | 23 de febrer de 1417 Venècia, República de Venècia     | 47 / 54                           |       | Italià. Nebot d'Eugeni IV. Construí el Palazzo San Marco (avui Palazzo Venezia). Aprovà la introducció de la impremta als Estats Pontificis. |
| 212  | 9 d'agost de 1471 – 12 Aug 1484 (13 anys, 3 dies) (4752)                  |        | Sixt IV Papa XYSTUS Quartus                   | Francesco della Rovere, O.F.M. | 21 de juliol de 1414 Celle Ligure, República de Gènova | 57 / 70                           |       | Italià. Membre de l'orde Franciscà. Ordenà la construcció de la Capella Sixtina. Autoritzà una Inquisició dirigida als jueus conversos a Espanya a petició de la Reina Isabel i del Rei Ferran. |
| 213  | 29 d'agost de 1484 – 25 de juliol de 1492 (7 anys, 331 dies) (2887)       |        | Innocenci VIII Papa INNOCENTIUS Octavus       | Giovanni Battista Cybo         | 1432 Gènova, República de Gènova                       | 51 / 59[B]                        |       | Italià. Nomenà Tomás de Torquemada. Impulsà els judicis contra la bruixeria per mitjà de la butlla Summis desiderantes affectibus (1484). |
| 214  | 11 d'agost de 1492 – 18 Aug 1503 (11 anys, 7 dies) (4023)                 |        | Alexandre VI Papa ALEXANDER Sextus            | Roderic Llançol i de Borja     | 1 de gener de 1431 Xàtiva, Regne de València           | 61 / 72                           |       | Valencià. Nebot de Calixt III; pare de Cèsar i Lucrezia. Dividí el món extraeuropeu entre Castella i Portugal mitjançant la butlla Inter caetera (1493). No existeix un Alexandre V canònic a causa de l'antipapa. |

### Segle XVI
| núm. | Pontificat                                                        | Imatge | Nom                                         | Nom de bateig                            | Lloc de naixement                                                                                 | Edat en iniciar / acabar el papat | Escut | Notes |
| ---- | ----------------------------------------------------------------- | ------ | ------------------------------------------- | ---------------------------------------- | ------------------------------------------------------------------------------------------------- | --------------------------------- | ----- | --- |
| 215  | 22 de setembre de 1503 – 18 Oct 1503 (0 anys, 26 dies) (26)       |        | Pius III Papa PIUS Tertius                  | Francesco Todeschini Piccolomini         | 29 de maig de 1439 Siena, República de Siena                                                      | 64 / 64                           |       | Italià. Nebot de Pius II. Fundà la Biblioteca Piccolomini a la catedral de Siena. |
| 216  | 31 d'octubre de 1503 – 21 Feb 1513 (9 anys, 113 dies) (3401)      |        | Juli II Papa IULIUS Secundus                | Giuliano della Rovere, O.F.M.            | 5 de desembre de 1443 Albisola, República de Gènova                                               | 59 / 69                           |       | Italià. Nebot de Sixt IV. Convocà el Cinquè Concili del Laterà (1512). Prengué el control de tots els Estats Pontificis per primera vegada. Ordenà a Michelangelo que pintés la volta de la Capella Sixtina. Comissionà la reconstrucció de la basílica de Sant Pere.                                                                             |
| 217  | 9 de març de 1513 – 1 Dec 1521 (8 anys, 267 dies) (3189)          |        | Lleó X Papa LEO Decimus                     | Giovanni di Lorenzo de' Medici           | 11 de desembre de 1475 Florència, República de Florència                                          | 37 / 45                           |       | Italià. Fill de Llorenç el Magnífic. Clausurà el Cinquè Concili del Laterà. Recordat per atorgar indulgències a aquells que donaven per reconstruir la basílica de Sant Pere; excomunicà a Martí Luter (1521). Estengué la Inquisició espanyola a Portugal.                                                                                       |
| 218  | 9 de gener de 1522 – 14 Sep 1523 (1 any, 248 dies) (613)          |        | Adrià VI Papa HADRIANUS Sextus              | Adriaan Floriszoon Boeyens               | 2 de març de 1459 Utrecht, Bisbat d'Utrecht, Sacre Imperi Romanogermànic (avui els Països Baixos) | 62 / 64                           |       | Lema: Patere et sustine ("Respecte i espera ") L'únic papa neerlandès; darrer no italià en ser elegit papa fins a Joan Pau II el 1978. Tutor de l'emperador Carles V. Va mantenir el seu nom baptismal com a nom reial. |
| 219  | 26 de novembre de 1523 – 25 Sep 1534 (10 anys, 303 dies) (3956)   |        | Climent VII Papa CLEMENS Septimus           | Giulio di Giuliano de' Medici            | 26 de maig de 1478 Florència, República de Florència                                              | 45 / 56                           |       | Lema: Candor illæsus ("Unharmed candor") Italià; cosí de Lleó X. Roma va ser saquejada per tropes imperials (1527). Prohibí el divorci d'Enric VIII; coronà a Carles V com a emperador a Bolonya (1530). La seva neboda va ser casada amb el futur Enric II de França. Encarregà a Michelangelo la pintura del Judici Final a la Capella Sixtina. |
| 220  | 13 d'octubre de 1534 – 10 Nov 1549 (15 anys, 28 dies) (5507)      |        | Pau III Papa PAULUS Tertius                 | Alessandro Farnese                       | 29 de febrer de 1468 Canino, Laci, Estats Pontificis                                              | 66 / 81                           |       | Italià. Inaugurà el Concili de Trento (1545). El seu fill il·legítim esdevingué el primer duc de Parma. Decretà la segona i darrera excomunió d'Enric VIII. Nomenà a Michelangelo per a que supervisés la construcció de la basílica de Sant Pere (1545).                                                                                         |
| 221  | 7 de febrer de 1550 – 29 de març de 1555 (5 anys, 50 dies) (1876) |        | Juli III Papa IULIUS Tertius                | Giovanni Maria Ciocchi del Monte         | 10 de setembre de 1487 Roma, Laci, Estats Pontificis                                              | 62 / 67                           |       | Italià. Establí el Collegium Germanicum. Tornà a convocar el Concili de Trento. L'Escandal Innocenzo. |
| 222  | 9 d'abril de 1555 – 1 de maig de 1555 (0 anys, 22 dies) (22)      |        | Marcel II Papa MARCELLUS Secundus           | Marcello Cervini degli Spannochi         | 6 de maig de 1501 Montefano, Marques, Estats Pontificis                                           | 53 / 53                           |       | Italià. Darrer papa en fer servir el seu nom de naixement com a nom reial. Instituí economies al Vaticà. La Missa Papae Marcelli va ser composta en honor seu. |
| 223  | 23 de maig de 1555 – 18 Aug 1559 (4 anys, 87 dies) (1548)         |        | Pau IV Papa PAULUS Quartus                  | Giovanni Pietro Carafa, C.R.             | 28 June 1476 Capriglia Irpina, Campània, Regne de Nàpols                                          | 78 / 83                           |       | Lema: Dominus mihi adjutor ("El Senyor és el meu ajut ") Italià. Membre dels Teatins. Establí el Ghetto de Roma a Cum Nimis Absurdum (1555) i establí l'Índex de llibres prohibits. Ordenà a Miquel Àngel que repintés els nus del Judici Final més modestament..                                                                                 |
| 224  | 26 de desembre de 1559 – 9 Dec 1565 (5 anys, 348 dies) (2175)     |        | Pius IV Papa PIUS Quartus                   | Giovanni Angelo Medici                   | 31 de març de 1499 Milà, Ducat de Milà                                                            | 60 / 66                           |       | Italià. Reobrí i clausurà el Concili de Trento. Ordenà construccions públiques per millorar l'abastiment d'aigua a Roma. instituí el Credo tridentí. |
| 225  | 7 de gener de 1566 – 1 de maig de 1572 (6 anys, 115 dies) (2306)  |        | St Pius V Papa Pius Quintus                 | Antonio Ghislieri, O.P.                  | 17 de gener de 1504 Bosco, Piemont, Ducat de Milà                                                 | 61 / 68                           |       | Lema: Utinam dirigantur viæ meæ ad custodiendas ("It binds us to keep") Italià. Membre de l'orde Dominic. Ecomunicà Elisabet I (1570). Batalla de Lepant (1571); instituí la festivitat de Nostra Senyora de la Victòria. Publicà el missal romà de 1570.                                                                                         |
| 226  | 13 de maig de 1572 – 10 April 1585 (12 anys, 332 dies) (4715)     |        | Gregori XIII Papa GREGORIUS Tertius Decimus | Ugo Boncompagni                          | 7 de gener de 1502 Bolonya, Emília-Romanya, Estats Pontificis                                     | 70 / 83                           |       | Lema: Aperuit et clausit ("Obert I tancat") Italià. Reformà el calendari (1582); construí la Capella Gregoriana del Vaticà. Va ser el primer papa en nomenar la Immaculada Concepció en Patrona de les Filipines mitjançant la butlla Ilius Fulti Præsido (1579). Enfortí els lligams diplomàtics amb els països asiàtics.                        |
| 227  | 24 April 1585 – 27 Aug 1590 (5 anys, 125 dies) (1951)             |        | Sixt V Papa XYSTUS Quintus                  | Felice Peretti di Montalto, O.F.M. Conv. | 13 de desembre de 1521 Grottammare, Marques, Estats Pontificis                                    | 63 / 68                           |       | Italià. Membre de l'orde franciscà conventual. Conegut per completar obres de les principals basíliques de Roma. limità el Col·legi de Cardenals a 70, doblant el nombre de congregacions curials. |
| 228  | 15 de setembre de 1590 – 27 Sep 1590 (0 anys, 12 dies) (12)       |        | Urbà VII Papa URBANUS Septimus              | Giovanni Battista Castagna               | 4 d'agost de 1521 Roma, Laci, Estats Pontificis                                                   | 69 / 69                           |       | Italià; amb suport dels espanyols. És el regnat papal més breu, en morir abans de ser coronat. Establí la primera prohibició mundial coneguda de fumar, prohibint fer-ho dins i al voltant de les esglésies. |
| 229  | 5 de desembre de 1590 – 16 Oct 1591 (0 anys, 315 dies) (315)      |        | Gregori XIV Papa GREGORIUS Quartus Decimus  | Niccolò Sfondrati                        | 11 de febrer de 1535 Somma Lombardo, Llombardia, Ducat de Milà                                    | 55 / 56                           |       | Italià. Modificà la constitució Effraenatam de Sixt V de manera que la pena per avortament no s'apliqués fins que el fetus fos animat (1591). Va fer que el joc a les eleccions papals fos castigat amb l'excomunió. |
| 230  | 29 d'octubre de 1591 – 30 Dec 1591 (0 anys, 62 dies) (62)         |        | Innocenci IX Papa INNOCENTIUS Nonus         | Giovanni Antonio Facchinetti             | 20 de juliol de 1519 Bolonya, Emília-Romanya, Estats Pontificis                                   | 72 / 72                           |       | Italià. Donà suport a la causa de Felip II de Castella i la Lliga Catòlica contra Enric IV a les Guerres de religió a França. Prohibí l'expropiació de les propietats de l'Església. |
| 231  | 30 de gener de 1592 – 3 de març de 1605 (13 anys, 32 dies) (4781) |        | Climent VIII Papa CLEMENS Octavus           | Ippolito Aldobrandini                    | 24 de febrer de 1536 Fano, Marques, Estats Pontificis                                             | 55 / 69                           |       | Italià. Inicià una aliança de les potencies cristianes europees per participar en la Guerra contra l'Imperi Otomà coneguda com la Guerra Llarga (1595). Reuní la Congregatio de Auxiliis dirigida a les disputes doctrinals entre els dominics i els jesuïtes sobre el lliure albidri i la gràcia divina.                                         |

### Seglexvii
| núm. | Pontificat                                                          | Imatge | Nom                                         | Nom de bateig                   | Lloc de naixement                                             | Edat en iniciar / acabar el papat | Escut | Notes |
| ---- | ------------------------------------------------------------------- | ------ | ------------------------------------------- | ------------------------------- | ------------------------------------------------------------- | --------------------------------- | ----- | --- |
| 232  | 1 d'abril de 1605 – 27 d'abril de 1605 (0 anys, 26 dies) (26)       |        | Lleó XI Papa LEO Undecimus                  | Alessandro Ottaviano de' Medici | 2 de juny de 1535 Florència, Ducat de Florència               | 69 / 69                           |       | Italià. Nebot de Lleó X. Anomenat "Papa Lampo" (Papa il·luminat) a causa del seu breu pontificat. |
| 233  | 16 de maig de 1605 – 28 Jan 1621 (15 anys, 257 dies) (5736)         |        | Pau V Papa PAULUS Quintus                   | Camillo Borghese                | 17 de setembre de 1550 Roma, Laci, Estats Pontificis          | 52 / 68                           |       | Lema: Absit nisi in te gloriari ("Puc estar absent, llevat de per glorificar-te ") Italià. Conegut per diversos projectes de construcció, incloent-hi la façana de la basílica de Sant Pere. Creà el Banc de l'Esperit Sant (1605); restaurà el Aqua Traiana.                                                                                          |
| 234  | 9 de febrer de 1621 – 8 de juliol de 1623 (2 anys, 149 dies) (879)  |        | Gregori XV Papa GREGORIUS Quintus Decimus   | Alessandro Ludovisi             | 9 de gener de 1554 Bolònia, Emilia-Romagna, Estats Pontificis | 67 / 69                           |       | Italià. Establí la Congregació per a la Propagació de la Fe (1622). Publicà la butlla Aeterni Patris (1621) on imposà que els conclaves havien de ser per votació secreta. Publicà la constitució Omnipotentis Dei contra mags i bruixes (1623). |
| 235  | 6 d'agost de 1623 – 29 de juliol de 1644 (20 anys, 358 dies) (7663) |        | Urbà VIII Papa URBANUS Octavus              | Maffeo Barberini                | 5 d'abril de 1568 Florència, Gran Ducat de Toscana            | 55 / 76                           |       | Italià. Judici contra Galileo Galilei. Va ser el darrer papa en expandir els territoris pontificis per la força de les armes. El 1624 publicà una butlla on castigava amb l'excomunió l'ús del tabac als llocs sants. |
| 236  | 15 de setembre de 1644 – 7 Jan 1655 (10 anys, 114 dies) (3766)      |        | Innocenci X Papa INNOCENTIUS Decimus        | Giovanni Battista Pamphilj      | 6 de maig de 1574 Roma, Laci, Estats Pontificis               | 70 / 80                           |       | Lema: Alleviatæ sunt aquæ super terram ("Aigua sobre la terra ") Italià. Rebesnet d'Alexandre VI. Erigí la Fontana dei Quattro Fiumi a la Piazza Navona. Promulgà la constitució apostòlican Cum occasione (1653) en la qual condemnà com heretgia cinc doctrines del jansenisme                                                                       |
| 237  | 7 d'abril de 1655 – 22 de maig de 1667 (12 anys, 45 dies) (4428)    |        | Alexandre VII Papa ALEXANDER Septimus       | Fabio Chigi                     | 13 de febrer de 1599 Siena, Gran Ducat de Toscana             | 56 / 68                           |       | Italià. Renebot de Pau V. Ordenà la Plaça de Sant Pere. Publicà la constitució Sollicitudo Omnium Ecclesiarum que establí la doctrina de la Immaculada Concepció, pràcticament idèntica a la de Pius IX segles després. |
| 238  | 20 June 1667 – 9 Dec 1669 (2 anys, 172 dies) (903)                  |        | Climent IX Papa CLEMENS Nonus               | Giulio Rospigliosi              | 28 de gener de 1600 Pistoia, Gran Ducat de Toscana            | 67 / 69                           |       | Lema: Aliis non sibi Clemens ("Clement vers els altres, no cap a si mateix ") Italià. Mitjancer a la pau d'Aachen (1668). |
| 239  | 29 d'abril de 1670 – 22 de juliol de 1676 (6 anys, 84 dies) (2276)  |        | Climent X Papa CLEMENS Decimus              | Emilio Bonaventura Altieri      | 13 de juliol de 1590, Roma, Laci, Estats Pontificis           | 79 / 86                           |       | Lema: Bonum auget malum minuit ("Augmenta el bé i disminueix el mal") Italià. Canonitzà el primer sant originari de les Amèriques: Santa Rosa de Lima (1671). Feu decorar el pont de Sant' Angelo amb 10 estàtues d'àngels i les dues fonts que adornen la plaça de Sant Pere. Establí normes sobre la retirada de relíquies de sants dels cementiris. |
| 240  | 21 de setembre de 1676 – 12 Aug 1689 (12 anys, 325 dies) (4708)     |        | Bl. Innocenci XI Papa INNOCENTIUS Undecimus | Benedetto Odescalchi            | 16 de maig de 1611 Como, Llombardia, Ducat de Milà            | 65 / 78                           |       | Lema: Avarus non Implebitur ("L'avar no serà satisfet ") Italià. Condemnà la doctrina de la reserva mental (1679) i inicià la Santa Lliga. Instituí com a festa universal el Sant Nom de Maria (1684). Admirat per les seves contribucions positives a la catequesi.                                                                                   |
| 241  | 6 d'octubre de 1689 – 1 Feb 1691 (1 any, 118 dies) (483)            |        | Alexandre VIII Papa ALEXANDER Octavus       | Pietro Vito Ottoboni            | 22 d'abril de 1610 Venècia, República de Venècia              | 79 / 80                           |       | Italià. Condemnà l'anomenat pecat filosòfic (1690). |
| 242  | 12 de juliol de 1691 – 27 Sep 1700 (9 anys, 77 dies) (3364)         |        | Innocenci XII Papa INNOCENTIUS Duodecimus   | Antonio Pignatelli, O.F.S       | 13 de març de 1615 Spinazzola, Apulia, Regne de Nàpols        | 76 / 85                           |       | Italià. Publicà la butlla Romanum decet Pontificem per aturar el nepotisme (1692). Erigí diverses institucions educatives i de caritat. |

### Segle XVIII
| núm. | Pontificat                                                             | Imatge | Nom                                             | Nom de bateig                                      | Lloc de naixement                                                          | Edat en iniciar / acabar el papat | Escut | Notes |
| ---- | ---------------------------------------------------------------------- | ------ | ----------------------------------------------- | -------------------------------------------------- | -------------------------------------------------------------------------- | --------------------------------- | ----- | --- |
| 243  | 23 de novembre de 1700 – 19 de març de 1721 (20 anys, 116 dies) (7421) |        | Climent XI Papa CLEMENS Undecimus               | Giovanni Francesco Albani                          | 23 de juliol de 1649 Urbino, Marques, Estats Pontificis                    | 51 / 71                           |       | Italià. Durant el seu pontificat va tenir lloc la controvèrsia dels ritus xinesos. Patronitzà les primeres excavacions arqueològiques a les catacumbes romanes i va fer universal la festa de la Immaculada Concepció. |
| 244  | 8 de maig de 1721 – 7 de març de 1724 (2 anys, 304 dies) (1034)        |        | Innocenci XIII Papa INNOCENTIUS Tertius Decimus | Michelangelo dei Conti                             | 13 de maig de 1655 Poli, Laci, Estats Pontificis                           | 65 / 68                           |       | Italià. Prohibí als jesuïtes continuar la seva missió a la Xina, ordenant que no s'admetés cap membre nou a l'orde. Publicà la butlla Apostolici Ministerii (1724) per reviure la disciplina eclesiàstica a Espanya. |
| 245  | 29 de maig de 1724 – 21 Feb 1730 (5 anys, 268 dies) (2094)             |        | S.D. Benet XIII Papa BENEDICTUS Tertius Decimus | Pietro Francesco Orsini, O.P.                      | 2 de febrer de 1649, Gravina in Puglia, Província de Bari, Regne de Nàpols | 75 / 81                           |       | Italià. Membre de l'orde de Predicadors; tercer i darrer membre de la família Orsini en arribar el papat. Originàriament anomenat Benet XIV degut a l'antipapa, però ho canvià a XIII. Va derogar la prohibició mundial de fumar tabac establerta per Urbà VII i Urbà VIII.                                                                      |
| 246  | 12 de juliol de 1730 – 6 Feb 1740 (9 anys, 209 dies) (3496)            |        | Climent XII Papa CLEMENS Duodecimus             | Lorenzo Corsini, O.F.S                             | 7 d'abril de 1652 Florència, Gran Ducat de Toscana                         | 78 / 87                           |       | Lema: Dabis discernere inter malum et bonum ("Us dignareu distingir entre el bé i el mal") Italià. Completà la nova façana de l'arxibasílica de Sant Joan del Laterà (1735). Comissionà la Fontana de Trevi a Roma (1732). Condemnà la maçoneria a In eminenti apostolatus (1738). Darrer papa en ser elegit tan ancià fins a Benet XVI el 2005. |
| 247  | 17 d'agost de 1740 – 3 de maig de 1758 (17 anys, 259 dies) (6468)      |        | Benet XIV Papa BENEDICTUS Quartus Decimus       | Prospero Lorenzo Lambertini                        | 31 de març de 1675 Bolonya, Estats Pontificis                              | 65 / 83                           |       | Lema: Curabuntur omnes ("Tots seràn sanats ") Italià. Reformà l'educació dels preveres i el calendari de festes. Feu completar la Fontana de Trevi i afirmà el magisteri de Tomàs d'Aquino; fundà acadèmies d'art, religió i ciència. |
| 248  | 6 de juliol de 1758 – 2 Feb 1769 (10 anys, 211 dies) (3864)            |        | Climent XIII Papa CLEMENS Tertius Decimus       | Carlo della Torre di Rezzonico                     | 7 de març de 1693 Venècia, República de Venècia                            | 65 / 75                           |       | Italià. Feu posar les famoses fulles de figuera sobre les estàtues nues del Vaticà. Defensà la Companyia de Jesús a "Apostolicum pascendi" (1765). |
| 249  | 19 de maig de 1769 – 22 Sep 1774 (5 anys, 126 dies) (1952)             |        | Climent XIV Papa CLEMENS Quartus Decimus        | Giovanni Vincenzo Antonio Ganganelli, O.F.M. Conv. | 31 d'octubre de 1705 Sant' Arcangelo di Romagna, Estats Pontificis         | 63 / 68                           |       | Italià. Membre dels Franciscans Conventuals. Suprimí la Companyia de Jesús mitjançant el breu "Dominus ac Redemptor" (1773). |
| 250  | 15 de febrer de 1775 – 29 Aug 1799 (24 anys, 195 dies) (8961)          |        | Pius VI Papa PIUS Sextus                        | Comte Giovanni Angelo Braschi                      | 25 de desembre de 1717 Cesena, Emilia-Romagna, Estats Pontificis           | 57 / 81                           |       | Lema: Floret in domo domini ("Floreix a la casa de Déu ") Italià. Condemnà la Revolució Francesa; expulsat dels Estats Pontificis per les tropes franceses des de 1798 i fins a la seva mort. Va ser el darrer papa en patrocinar art renaixentista.                                                                                             |
| ---  | 29 d'agost de 1799 – 14 de març de 1800 (228 dies)                     |        | Interregnum                                     |                                                    |                                                                            |                                   |       | Sis mesos sense un papa electe vàlid. Va ser degut a problemes logístics (el papa havia mort presoner i el conclave va haver de celebrar-se a Venècia) i un carreró sense sortida entre els cardenals electors. |

### Seglexix
| núm. | Pontificat                                                             | Imatge | Nom                                       | Nom de bateig                                                                     | Lloc de naixement                                            | Edat en iniciar / acabar el papat | Escut | Notes |
| ---- | ---------------------------------------------------------------------- | ------ | ----------------------------------------- | --------------------------------------------------------------------------------- | ------------------------------------------------------------ | --------------------------------- | ----- | --- |
| 251  | 14 de març de 1800 – 20 Aug 1823 (23 anys, 159 dies) (8559)            |        | S.D. Pius VII Papa PIUS Septimus          | Comte Barnaba Niccolò Maria Luigi Chiaramonti, O.S.B.                             | 14 d'agost de 1742 Cesena, Emilia-Romagna, Estats Pontificis | 57 / 81                           |       | Italià. Member de l'orde de Sant Benet. Present a la coronació de Napoleó I com a Emperador dels Francesos. Expulsat dels Estats Pontificis pels francesos entre 1809 i 1814. |
| 252  | 28 de setembre de 1823 – 10 Feb 1829 (5 anys, 135 dies) (1962)         |        | Lleó XII Papa LEO Duodecimus              | Comte Annibale Francesco Clemente Melchiore Girolamo Nicola Sermattei della Genga | 22 d'agost de 1760 Genga, Marques, Estats Pontificis         | 63 / 68                           |       | Italià. Situà el sistema educatiu catòlic sota el control dels jesuïtes a través de Quod divina sapientia (1824). Condemnà les societats bíbliques. |
| 253  | 31 de març de 1829 – 30 Nov 1830 (1 any, 244 dies) (609)               |        | Pius VIII Papa PIUS Octavus               | Francesco Saverio Castiglioni                                                     | 20 de novembre de 1761 Cingoli, Marques, Estats Pontificis   | 67 / 69                           |       | Italià. Acceptà Lluís Felip I de França com a Rei dels Francesos. Condemnà les societats secretes masòniques i les traduccions bíbliques modernistes al breu Litteris altero (1830). |
| 254  | 2 de febrer de 1831 – 1 de juny de 1846 (15 anys, 119 dies) (5598)     |        | Gregori XVI Papa GREGORIUS Sextus Decimus | Bartolomeo Alberto Cappellari, O.S.B. Cam.                                        | 18 de setembre de 1765 Belluno, Veneto, República de Venècia | 65 / 80                           |       | Italià. Membre de l'orde Camaldulès; va ser el darrer en elegir per al papat que no era bisbe. S'oposà a les reformes democràtiques i a modernitzar els Estats Pontificis. |
| 255  | 16 de juny de 1846 – 7 Feb 1878 (31 anys, 236 dies) (11559)            |        | Bt. Pius IX Papa PIUS Nonus               | Comte Giovanni Maria Mastai-Ferretti, O.F.S.                                      | 13 de maig de 1792 Senigallia, Marques, Estats Pontificis    | 54 / 85                           |       | Italià. Inaugurà el Concili Vaticà I; perdé els Estats Pontificis davant d'Itàlia. Definí el dogma de la Immaculada Concepció i definí la infal·libilitat papal. Publicà el controvertit Syllabus Errorum. El seu és el pontificat més llarg.                                                                          |
| 256  | 20 de febrer de 1878 – 20 de juliol de 1903 (25 anys, 150 dies) (9280) |        | Lleó XIII Papa LEO Tertius Decimus        | Gioacchino Vincenzo Raffaele Luigi Pecci, O.F.S.                                  | 2 de març de 1810 Carpineto Romano, Laci, Itàlia             | 67 / 93                           |       | Italià. Publicà l'encíclica Rerum novarum; donà suport a la democràcia cristiana contra el comunisme. Té el tercer regnat més llarg després de Pius IX i Joan Pau II. Promogué el rosari i l'escapulari i aprovà dos nous escapularis marians; primer papa en abraçar plenament el concepte de Maria com a mitjancera. |

### Segle XX
| núm. | Pontificat                                                          | Imatge | Nom                                                            | Nom de bateig                                        | Lloc de naixement                                                  | Edat en iniciar / acabar el papat | Escut | Notes |
| ---- | ------------------------------------------------------------------- | ------ | -------------------------------------------------------------- | ---------------------------------------------------- | ------------------------------------------------------------------ | --------------------------------- | ----- | --- |
| 257  | 4 d'agost de 1903 – 20 Aug 1914 (11 anys, 16 dies) (4034)           |        | St Pius X Papa PIUS Decimus                                    | Giuseppe Melchiorre Sarto, O.F.S.                    | 2 de juny de 1835 Riese, Treviso, Regne Llombardovènet             | 68 / 79                           |       | Lema: Instaurare Omnia in Christo ("Restaurar-ho tot en Crist") Italià. Encoratjà i expandí la rebuda de l'Eucaristia. Combatí el modernisme; publicant el jurament en contra. Advocà pel Cant gregorià i reformà el Breviari romà. |
| 258  | 3 de setembre de 1914 – 22 Jan 1922 (7 anys, 141 dies) (2698)       |        | Benet XV Papa BENEDICTUS Quintus Decimus                       | Giacomo Paolo Giovanni Battista Della Chiesa, O.F.S. | 21 de novembre de 1854 Pegli, Gènova, Regne de Sardenya            | 59 / 67                           |       | Lema: In te, Domine, speravi: non confundar in aeternum. ("En tu, Senyor, tinc la meva confiança: no em deixis estar confós mai més.") Italià. S'afirma que intervingué per la pau durant la I Guerra Mundial. Publicà el Codi de Dret Canònic de 1917; donà suport als missioners a Maximum illud. Recordat per Benet XVI com un "profeta de la pau".                                                                          |
| 259  | 6 de febrer de 1922 – 10 Feb 1939 (17 anys, 4 dies) (6213)          |        | Pius XI Papa PIUS Undecimus                                    | Achille Ambrogio Damiano Ratti, O.F.S.               | 31 de maig de 1857 Desio, Milà, Regne Llombardovènet               | 64 / 81                           |       | Lema: Pax Christi in Regno Christi ("La Pau de Crist en el Regne de Crist") Italià. Signà els Pactes del Laterà amb Itàlia (1929) establint la Ciutat del Vaticà com a estat sobirà. Inaugurà la Ràdio Vaticana (1931). Re-fundà l'Acadèmia Pontifícia de les Ciències (1936). Creà la festa de Crist Rei. S'oposà al comunisme i al nazisme.                                                                                   |
| 260  | 2 de març de 1939 – 9 Oct 1958 (19 anys, 221 dies) (7161)           |        | Ven. Pius XII Papa PIUS Duodecimus                             | Eugenio Maria Giuseppe Giovanni Pacelli, O.F.S.      | 2 de març de 1876 Roma, Itàlia                                     | 63 / 82                           |       | Lema: Opus Justitiae Pax ("La tasca de la justícia [serà] pau ") Italià. Invocà la infabil·litat papal a l'encíclica Munificentissimus Deus; definí el dogma de l'Assumpció. Eliminà la majoria italiana del Col·legi de Cardenals. S'afirma que intervingué per la pau durant la Segona Guerra Mundial; hi ha controvèrsia per la seva reacció davant de l'Holocaust                                                           |
| 261  | 28 d'octubre de 1958 – 3 de juny de 1963 (4 anys, 218 dies) (1679)  |        | St Joan XXIII Papa IOANNES Vicesimus Tertius                   | Angelo Giuseppe Roncalli, O.F.S.                     | 25 de novembre de 1881 Sotto il Monte, Bergamo, Itàlia             | 76 / 81                           |       | Lema: Obedientia et Pax ("Obediència i pau") Italià. Inaugurà el Concili Vaticà II; anomenat "el bon Papa Joan". Publicà l'encíclica Pacem in terris (1963) sobre la pau i el desarmament nuclear; intervingué per la pau durant la Crisi dels míssils cubans (1962). |
| 262  | 21 de juny de 1963 – 6 Aug 1978 (15 anys, 46 dies) (5525)           |        | St Pau VI Papa PAULUS Sextus                                   | Giovanni Battista Enrico Antonio Maria Montini       | 26 de setembre de 1897 Concesio, Brescia, Itàlia                   | 65 / 80                           |       | Lema: Cum Ipso in Monte ("Amb Ell a la muntanya ") Italià. Darrer papa en ser coronat. Primer papa des de 1809 que viatjà fora d'Itàlia. Conclogué el Concili Vaticà II. Publicà l'encíclica Humanae vitae (1968) condemnant la contracepció artificial. Revisà el missal romà (1969). |
| 263  | 26 d'agost de 1978 – 28 Sep 1978 (0 anys, 33 dies) (33)             |        | Ven. Joan Pau I Papa IOANNES PAULUS Primus                     | Albino Luciani                                       | 17 d'octubre de 1912 Forno di Canale, Província de Belluno, Itàlia | 65 / 65                           |       | Lema: Humilitas ("Humilitat") Italià. Abolí la coronació optant per la inauguració papal. Primer papa en fer servir l'ordinal "Primer" en el seu nom papal; el primer en fer servir els dos noms dels seus dos immediats predecessors. Darrer papa en fer servir la cadira gestatòria. |
| 264  | 16 d'octubre de 1978 – 2 d'abril de 2005 (26 anys, 168 dies) (9665) |        | St Joan Pau II (Joan Pau el Gran) Papa IOANNES PAULUS Secundus | Karol Józef Wojtyła                                  | 20 de maig de 1920 Wadowice, Polònia                               | 58 / 84                           |       | Lema: Totus Tuus ("Totalment teus") Polonès. Primer papa no italià des d'Adrià VI (1522-1523). Viatja extensivament, visitant 129 països durant el seu pontificat. Segon regnat més llarg després de Pius IX. Creà la Jornada Mundial de la Joventut (1984) i l'Acadèmia Pontifícia de Ciències Socials (1994). Canonitzà més sants que tots els seus predecessors. El més jove en començar el seu papat des de Pius IX (1846). |

### Segle XXI
| núm. | Pontificat                                                          | Imatge | Nom                                      | Nom de bateig                  | Lloc de naixement                                      | Edat en iniciar / acabar el papat | Escut                             | Notes |
| ---- | ------------------------------------------------------------------- | ------ | ---------------------------------------- | ------------------------------ | ------------------------------------------------------ | --------------------------------- | --------------------------------- | --- |
| 265  | 19 d'abril de 2005 – 28 de febrer de 2013 (7 anys, 315 dies) (2872) |        | Benet XVI Papa BENEDICTUS Decimus Sextus | Joseph Aloisius Ratzinger      | 16 d'abril de 1927 Marktl am Inn, Baviera, Alemanya    | 78 / 85                           | Coat of arms of Pope Benedict XVI | Lema: Cooperatores Veritatis ("Cooperadors de la Veritat ") Alemany. El més ancià per esdevenir papa des de Climent XII (1730). Va elevar la missa tridentina a una posició més destacada i va promoure l'ús del llatí; va tornar a introduir diverses peces papals en desús. Es va establir l'Ordinariat anglicà (2009). Primer Papa que renuncià al papat per iniciativa pròpia des de Celestí V (1294), conservant el nom de Regne amb el títol de Papa Emèrit                           |
| 266  | 13 de març de 2013 – 21 d'abril del 2025 (12 anys, 160 dies) (4543) |        | Francesc Papa FRANCISCUS                 | Jorge Mario Bergoglio, S.J.    | 17 de desembre de 1936 Flores, Buenos Aires, Argentina | 76 / 88                           | Coat of arms of Pope Francis      | Lema: Miserando atque Eligendo ("Petit però escollit", literalment 'en tenir misericòrdia, l'hem escollit') Argentí. Primer papa que va néixer fora d'Europa des de Gregori III (731-741) i el primer de les Amèriques; primer papa de l'hemisferi sud. Primer papa d'un institut religiós des de Gregori XVI (1831-1846); primer papa jesuïta. Primer que fa servir un nom nou i no compost des de Landó (913–914). Primer Papa que visita i celebra la missa papal a la Península Aràbiga |
| 267  | 8 de maig de 2025 (0 anys, 104 dies)                                |        | Lleó XIV Papa LEONE XIV                  | Robert Francis Prevost, O.S.A. | 14 de setembre de 1955 Chicago, Estats Units           | 69                                |                                   | Primer papa estatunidenc i primer papa peruà |

## Numeració dels papes
Hi ha algunes anomalies en la numeració de la llista de papes:
- Fèlix II (356-357), Bonifaci VII (974, 984-985), Joan XVI (997-998), Benet X (1058-1059) i Alexandre V (1409-1410) són considerats antipapes, tot i que els seus successors van mantenir-los la numeració.
- Els papes anomenats Fèlix són: Fèlix I (269-274), Fèlix III (483-492) i Fèlix IV (526-530). En algunes llistes apareix Fèlix III com a Fèlix II i Fèlix IV com a Fèlix III, tot ometent l'antipapa Fèlix II (356-357).[33]
- El papa Joan XX no ha existit mai. Fou el resultat d'una confusió en el sistema de numeració, quan es va mal interpretar una doble anotació del Papa Joan XIV (983-984), relativa al seu temps de pontificat i al temps que va estar empresonat, en el Liber Pontificalis.[34] El papa Joan XXI (1276-1277) va saltar-se un número, creient compensar "l'error" dels seus antecessors entre Joan XV i Joan XIX.[35]
- El Papa Esteve, que morí abans de ser ordenat bisbe, no apareix a les llistes oficials des de 1961.[35] Així doncs, el papes antigament coneguts per Esteve III fins a Esteve X, són avui dia Esteve II (752-757) fins a Esteve IX (1057-1058). Alguns autors, per evitar errors, els numeren amb el nombre oficial seguit de l'antic entre parèntesis; Esteve II (III) fins a Esteve IX (X).
- L'any 1281, Simon de Brion fou escollit papa i va decidir anomenar-se Martí. En aquells temps, els papes Marí I (882-884) i Marí II (942-946) eren anomenats erròneament Martí II i Martí III. Així, el nou papa passà a dir-se Martí IV (1281-1285) i, d'aquesta manera, no existeixen els papes Martí II ni Martí III.[36]
- El papa Donus II (que suposadament va regnar l'any 974) mai existí. Se'l va inserir entre Benet VI (973-974) i Benet VII (974-983) per una confusió del títol llatí dominus amb el nom Donus.
- La consideració de Joan XXIII de Pisa (1410-1415) com a papa o antipapa fou discutida durant segles[37] fins que Angelo Giuseppe Roncalli va anomenar-se Joan XXIII (1958-1963).[38]Així, Joan XXIII de Pisa fou declarat antipapa, tot i que després de la seva despossessió del títol, va servir com a cardenal de l'Església catòlica després del Cisma d'Occident.
- El personatge de la Papessa Joana és considerat avui dia com una llegenda.

Aquells que s'han afegit al sedevacantisme afirmen que no hi ha papes legítims d'ençà de Pius XII o Joan XXIII. És degut a que consideren tots el papes des del Concili Vaticà II com a herètics.

## Els deu pontificats més llargs
- Sant Pere (30-67): 37 anys
- Beat Pius IX (1846-1878): 31 anys i 7 mesos
- Sant Joan Pau II (1978-2005): 26 anys i 6 mesos
- Lleó XIII (1878-1903): 25 anys i 5 mesos
- Pius VI (1775-1799): 24 anys i 6 mesos
- Adrià I (772-795): 23 anys i 10 mesos
- Pius VII (1800-1823): 23 anys i 5 mesos
- Alexandre III (1159-1181): 21 anys 11 mesos i 23 dies
- Sant Silvestre I (314-335): 21 anys i 11 mesos
- Sant Lleó I (440-461): 21 anys i un mes

## Els deu pontificats més curts
- Urbà VII (del 15 de setembre al 27 de setembre de 1590): 12 dies
- Bonifaci VI (l'abril de 896): 15 dies
- Celestí IV (del 25 d'octubre al 10 de novembre de 1241): 16 dies
- Sisinni (del 15 de gener al 4 de febrer de 708): 20 dies
- Teodor (en desembre de 897): 20 dies
- Marcel II (del 10 d'abril a l'1 de maig de 1555): 21 dies
- Damas II (del 17 de juliol al 9 d'agost de 1048): 23 dies
- Pius III (del 22 de setembre al 18 d'octubre de 1503): 26 dies
- Lleó XI (de l'1 d'abril al 27 d'abril de 1605): 26 dies
- Joan Pau I (del 26 d'agost al 28 de setembre de 1978): 33 dies

## Papes pertanyents a ordes religiosos
52 papes i 6 antipapes (en itàlica) han estat membres d'ordes religiosos, incloent-n'hi 12 que van ser membres del tercer orde.
| Família     | Orde                                | Nombre | Percentatge | Papes | Total | Percentatge |
| ----------- | ----------------------------------- | ------ | ----------- | --- | ----- | ----------- |
| Agustinians | Orde de Sant Agustí                 | 1      | 1,72%       | Lleó XIV | 7     | 12,07%      |
| Agustinians | Can. Reg                            | 5      | 8,62%       | Honori II, Innocenci II, Luci II, Adrià IV, Eugeni IV | 7     | 12,07%      |
| Agustinians | Premonstratencs                     | 1      | 1,72%       | Gregori VIII | 7     | 12,07%      |
| Benedictins | Orde de Sant Benet                  | 22     | 37,93%      | Gregori I, Bonifaci IV, Deodat II, Lleó IV, Joan IX, Lleó VII, Joan XVI, Silvestre II, Sergi IV, Esteve IX, Gregori VII, Víctor III, Urbà II, Pasqual II, Adalbert, Gelasi II, Anaclet II, Calixt III, Celestí V, Climent VI, Urbà V, Pius VII | 23    | 39,66%      |
| Benedictins | Orde Camaldulès                     | 1      | 1,72%       | Gregori XVI | 23    | 39,66%      |
| Cistercencs | Cistercencs                         | 2      | 3,45%       | Eugeni III, Benet XII | 2     | 3,45%       |
| Dominics    | Dominics                            | 5      | 8,62%       | Innocenci V, Benet XI, Nicolau V, Pius V, Benet XIII | 5     | 8,62%       |
| Franciscans | Orde de Frares Menors               | 5      | 8,62%       | Nicolau IV, Nicolau V, Alexandre V, Sixt IV, Juli II | 19    | 32,76%      |
| Franciscans | Orde dels Frares Menors Conventuals | 2      | 3,45%       | Sixt V, Climent XIV | 19    | 32,76%      |
| Franciscans | Orde Franciscà Seglar               | 12     | 20,69%      | Gregori IX, Gregori X, Martí V, Innocenci XII, Climent XII, Pius IX, Lleó XIII, Pius X, Benet XV, Pius XI, Pius XII, Joan XXIII | 19    | 32,76%      |
| Teatins     | Teatins                             | 1      | 1,72%       | Pau IV | 1     | 1,72%       |
| Jesuïtes    | Jesuïtes                            | 1      | 1,72%       | Francesc | 1     | 1,72%       |
| Total       | Total                               | 58     |             | | 58    |             |